# Höxter (stad)
Höxter is een stad en gemeente die het uiterste noordoosten omvat van de Duitse deelstaat Noordrijn-Westfalen, gelegen in het gelijknamige district Höxter.
De stad ligt aan de rivier de Wezer, en telt 28.509 inwoners (31 december 2020) op een oppervlakte van 157,89 km². Naburige steden zijn onder andere Bad Driburg, Beverungen en Borgentreich.

## Delen van de stad Höxter
- Höxter-Kernstadt (binnenstad)
- Albaxen (5 km N dus ten noorden van het centrum van Höxter)
- Bödexen (10 km NW; in de heuvels)
- Bosseborn (ZW; in de heuvels)
- Brenkhausen (NW; direct ten W van het vliegveld)
- Bruchhausen en het daaraan vastgebouwde Ottbergen (8 km ZW, aan de B64, de spoorlijn naar Altenbeken en het riviertje de Nethe[2])
- Fürstenau (8 km NW, aan de B239)
- Godelheim (Z; tegenover Boffzen)
- Lüchtringen (NO; het enige stadsdeel op de oostoever van de Wezer; halverwege Holzminden)
- Lütmarsen (W; in de heuvels)
- Ovenhausen (nog 2 km ten W van Lütmarsen)
- Stahle (3 km ten NO van Albaxen, aan de Wezer en de splitsing van de B64  en de B83; tegenover Holzminden)

### Bevolkingscijfers
| Stadsdeel        | Bevolking | Aandeel in % v.h. gemeentetotaal |
| ---------------- | --------- | -------------------------------- |
| Stadskern Höxter | 13.006    | 45,81 %                          |
| Albaxen          | 01.582    | 05,44 %                          |
| Bödexen          | 00.777    | 02,80 %                          |
| Bosseborn        | 00.515    | 01,75 %                          |
| Brenkhausen      | 01.244    | 04,39 %                          |
| Bruchhausen      | 00.610    | 02,14 %                          |
| Fürstenau        | 01.167    | 04,06 %                          |
| Godelheim        | 00.914    | 03,07 %                          |
| Lüchtringen      | 02.938    | 10,02 %                          |
| Lütmarsen        | 00.966    | 03,33 %                          |
| Ottbergen        | 01.507    | 05,29 %                          |
| Ovenhausen       | 01.061    | 03,75 %                          |
| Stahle           | 02.347    | 08,12 %                          |
| TOTAAL:          | 28.634    | 100,00 %0                        |

Van de bevolking was omstreeks 2013 55% rooms-katholiek en ruim 20% evangelisch-luthers.

## Ligging, infrastructuur
Aan de westkant van de stad strekt zich het Eggegebergte en ten oosten van de Wezer de bergrug Solling uit. Sommige delen van de gemeente liggen op zeer vruchtbare, met een lösslaag bedekte, grond.

### Waterwegen

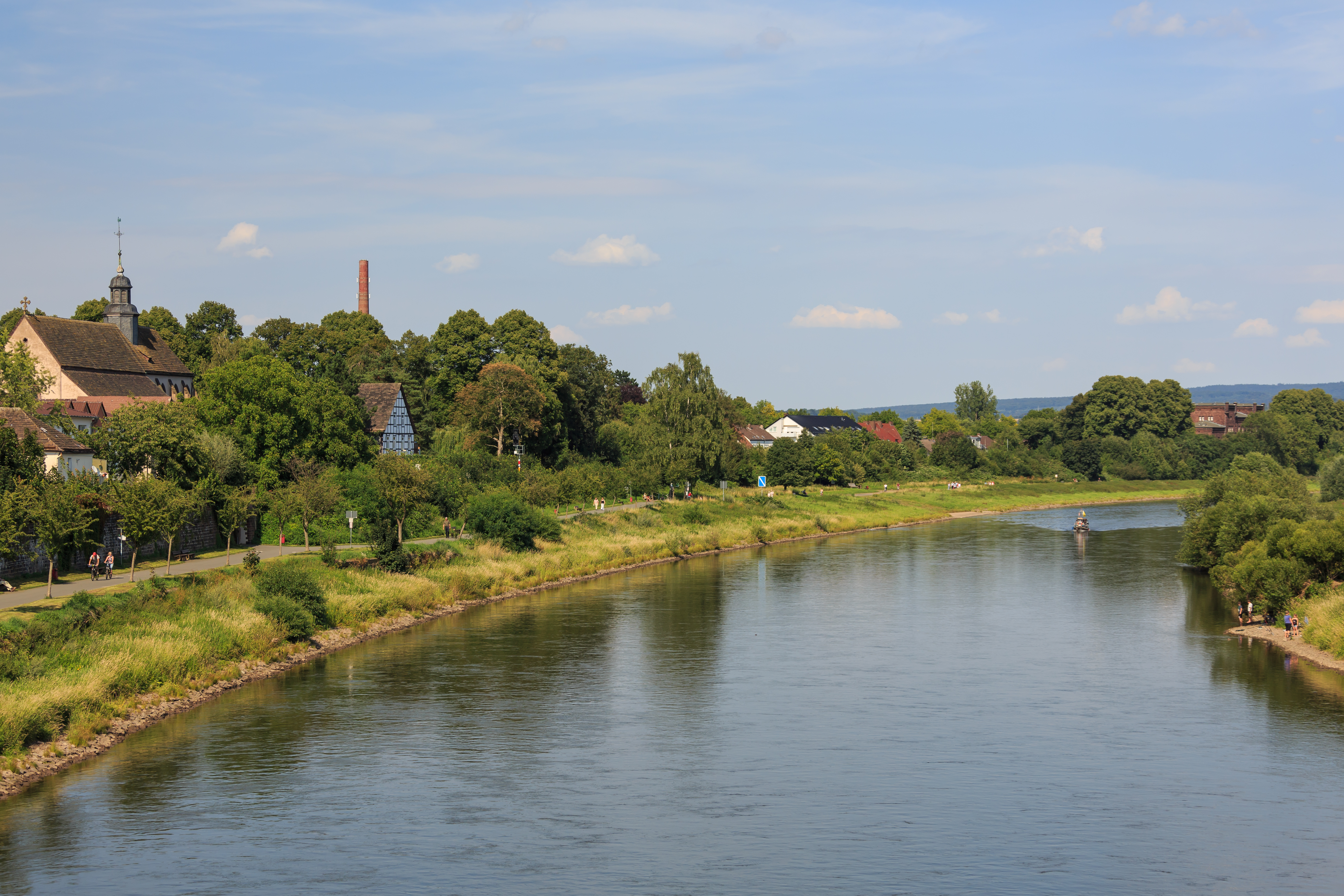
De Wezer bij Höxter
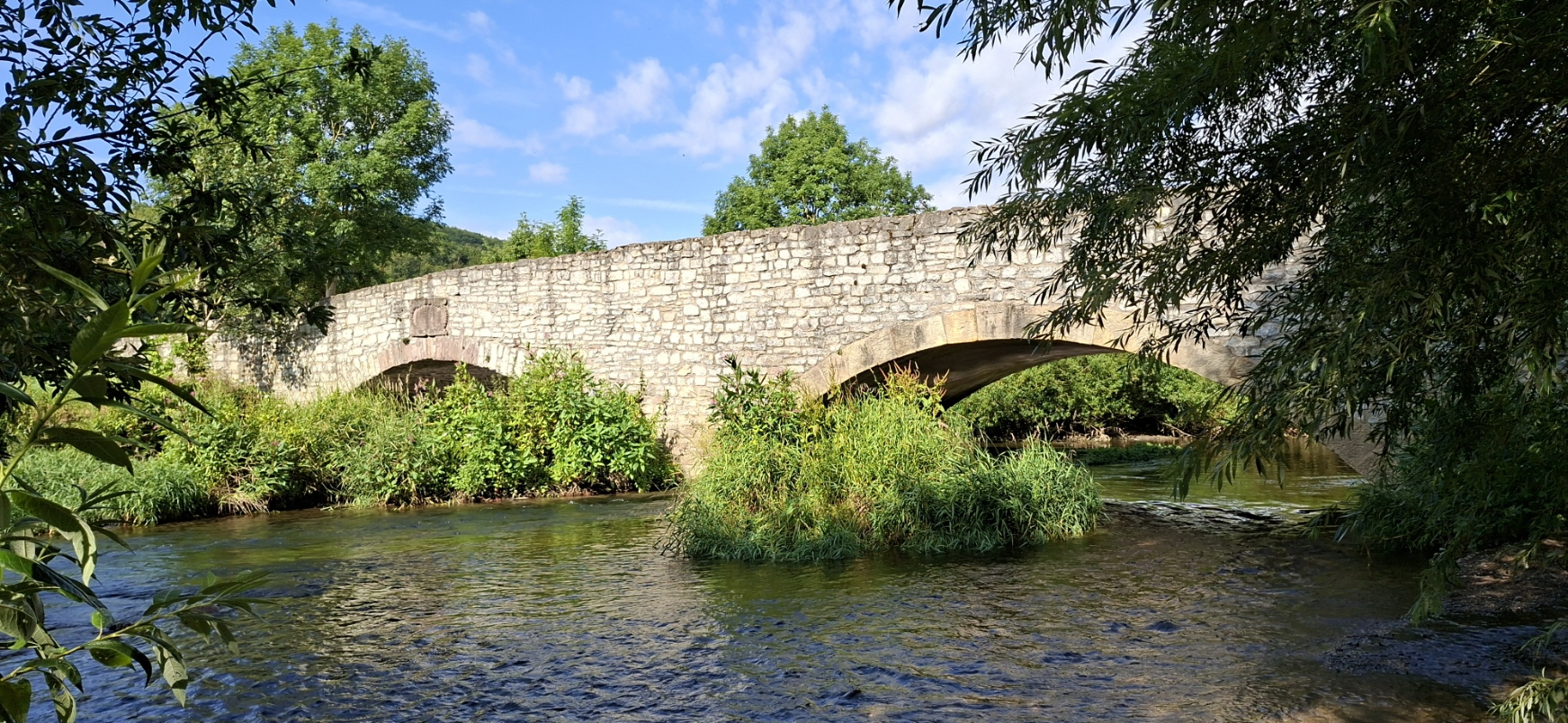
Brug (bouwjaar: 1710) over de Nethe 5 à 6 km stroomopwaarts van haar monding in de Wezer (Ottbergen)

De stad, die zelf aan de west- of linkeroever van de Wezer ligt, bevindt zich, afhankelijk van de gekozen route, slechts 8 à 10 kilometer ten zuidwesten van  het in de deelstaat Nedersaksen gelegen Holzminden,  dat aan de oostoever van deze rivier ligt. De Wezer is hier alleen bevaarbaar voor de pleziervaart en voor toeristische rondvaartboten. Bij Godelheim mondt de Nethe links uit in de Wezer. Ottbergen en Amelunxen liggen aan de Nethe.

### Naburige gemeentes
- In het noorden: Lügde, (Kreis Lippe, Noordrijn-Westfalen)
- In het noordoosten: Samtgemeinde Bodenwerder-Polle
- In het oosten:  Holzminden en 4 km verderop de Samtgemeinde Bevern
- In het zuidoosten: Samtgemeinde Boffzen (alle vier in de Landkreis Holzminden, deelstaat Nedersaksen)
- In het zuiden: Beverungen, afstand 14 km
- In het zuidwesten en westen: Brakel, afstand circa 20 km
- In het westen: Marienmünster (alle in de Kreis Höxter, Noordrijn-Westfalen).

### Wegverkeer
In en rondom Höxter en Holzminden komen verscheidene Bundesstraßen bijeen. De volgende hoofdwegen zijn vermeldenswaardig:
- De Bundesstraße 239 van Höxter in noordwestelijke richting (o.a. naar Horn-Bad Meinberg en Detmold)
- De  Bundesstraße 83 vanuit Hamelen in het noorden, langs de westoever van de Wezer, te Stahle, gem. Höxter direct voorbij de Wezerbrug bij Holzminden, 8 km verder door Höxter, zuidwaarts naar Beverungen en Hofgeismar
- De  Bundesstraße 64 vanuit Eschershausen in het noordoosten, door Holzminden heen, gecombineerd met de B83 naar Höxter, en langs Godelheim, gemeente Höxter, westwaarts naar Bad Driburg en Paderborn. In het dorp Stahle, 8 km ten noorden van Höxter, is de splitsing van de B64 (2 km rechtsaf naar Holzminden) en de B 83 (10 km naar Polle, 25 km naar Bodenwerder).
- De Bundesstraße 497 vanuit Holzminden zuidoostwaarts als Bundesstraße 241 naar Uslar

### Openbaar vervoer
In de regio Holzminden - Höxter, aan beide zijden van de Wezer gelegen, zijn in de late 19e en vroege 20e eeuw enkele spoorlijnen aangelegd.
Belangrijke spoorwegstations zijn:

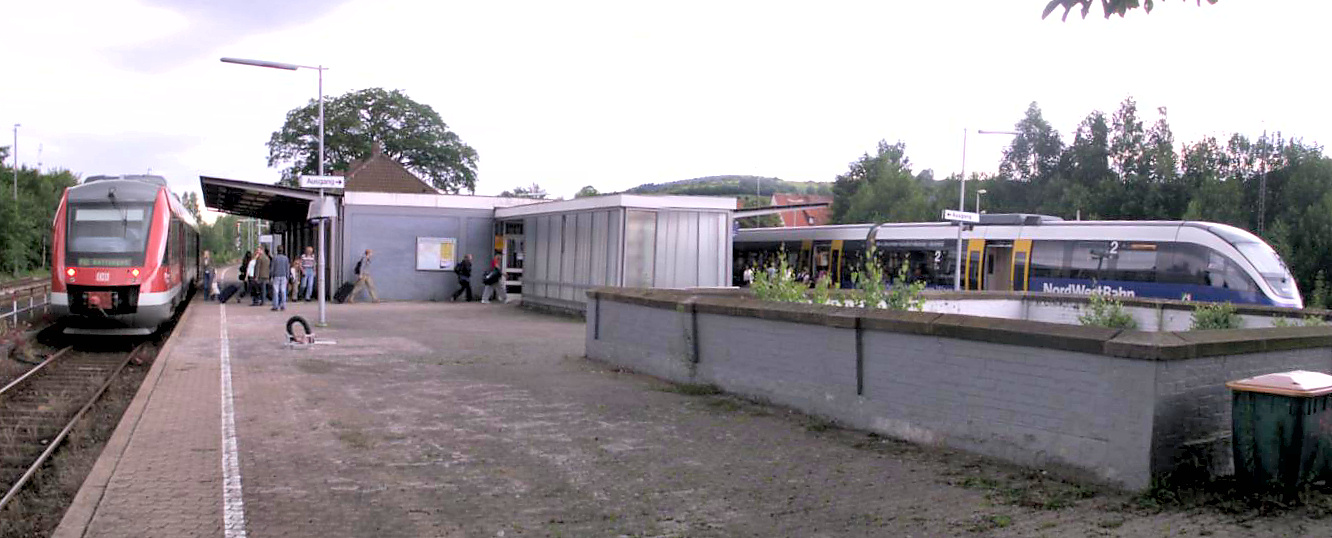
Station Höxter-Ottbergen
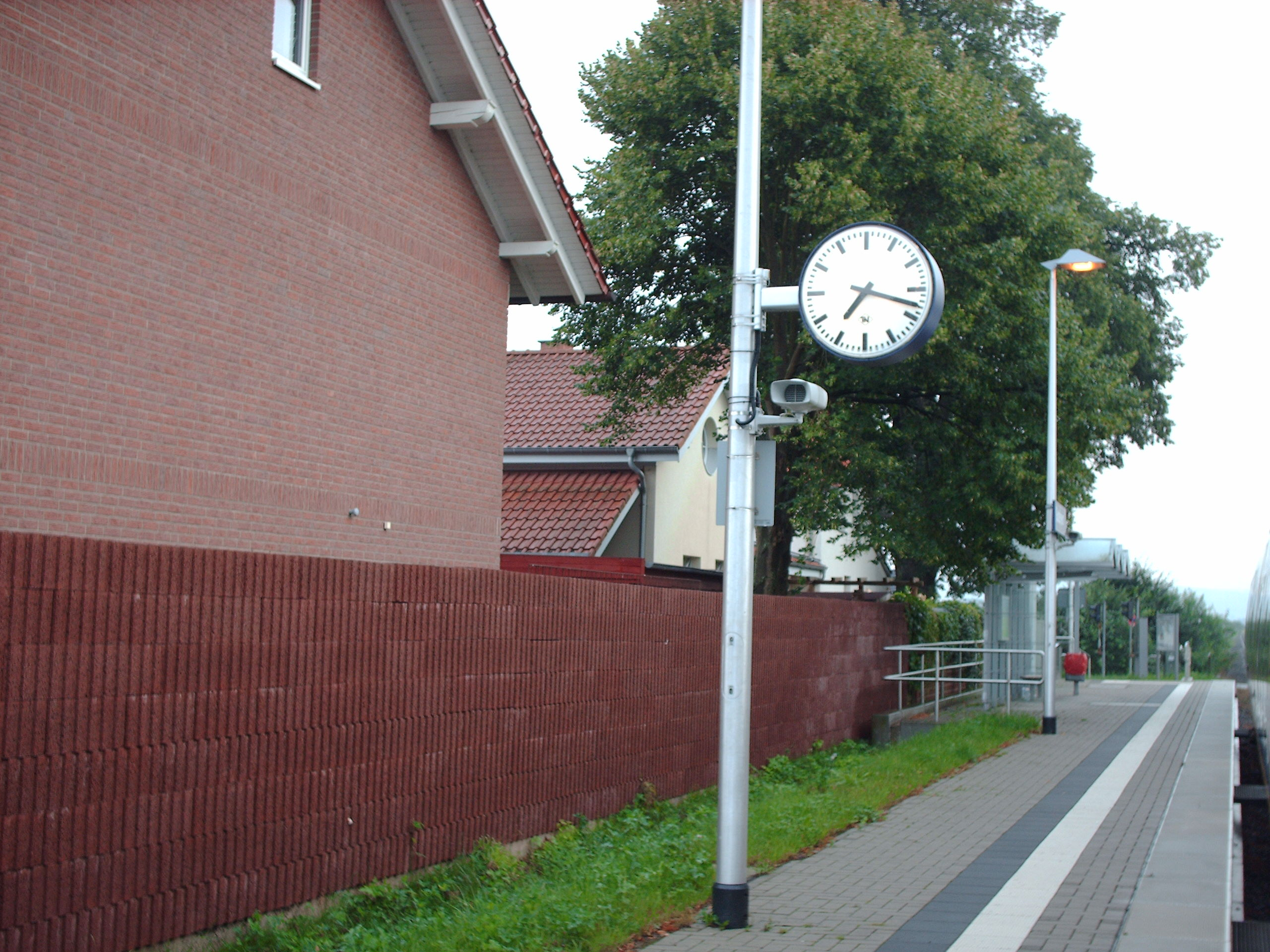
Station Godelheim
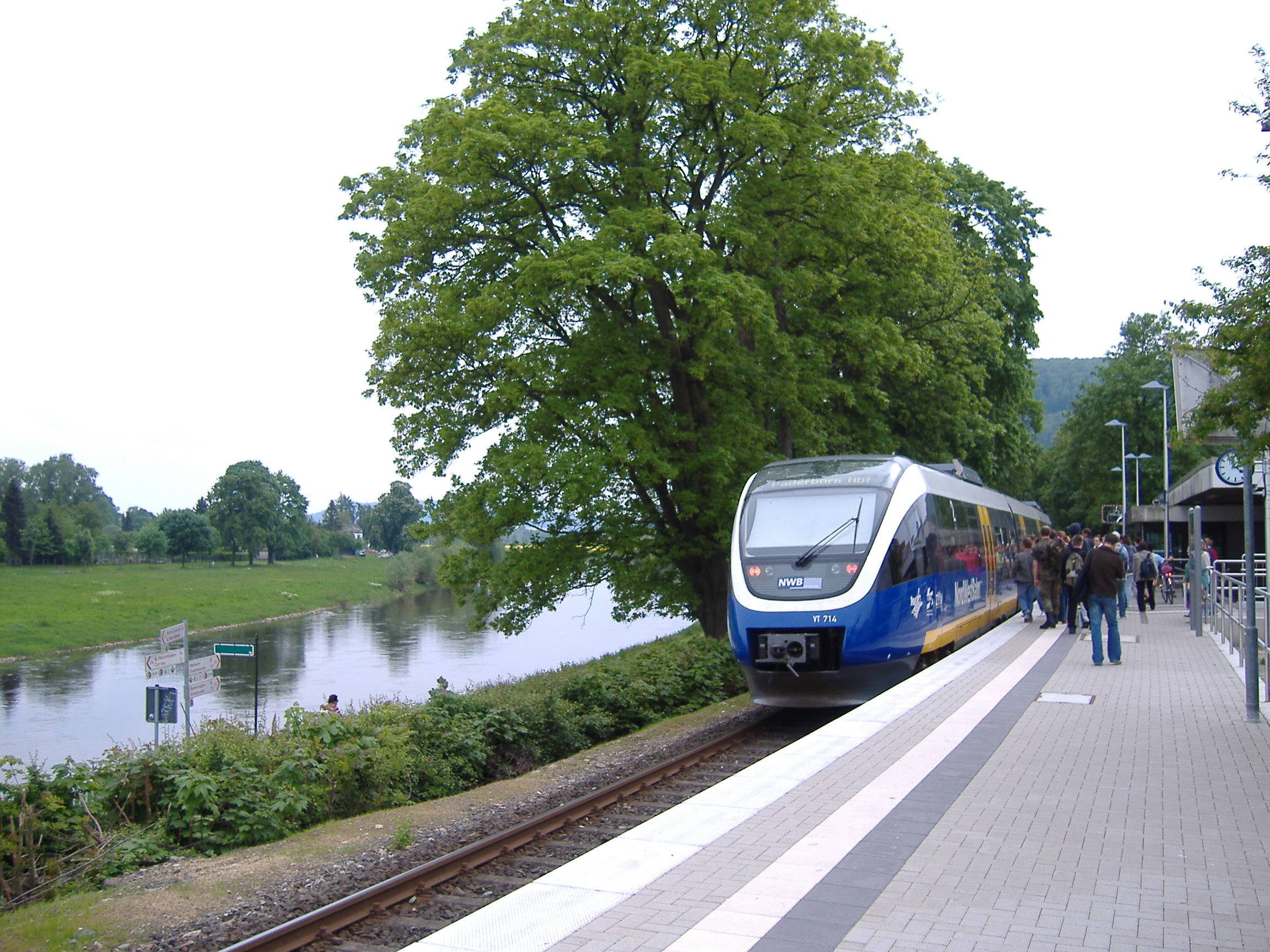
Station Höxter-Rathaus, 2006
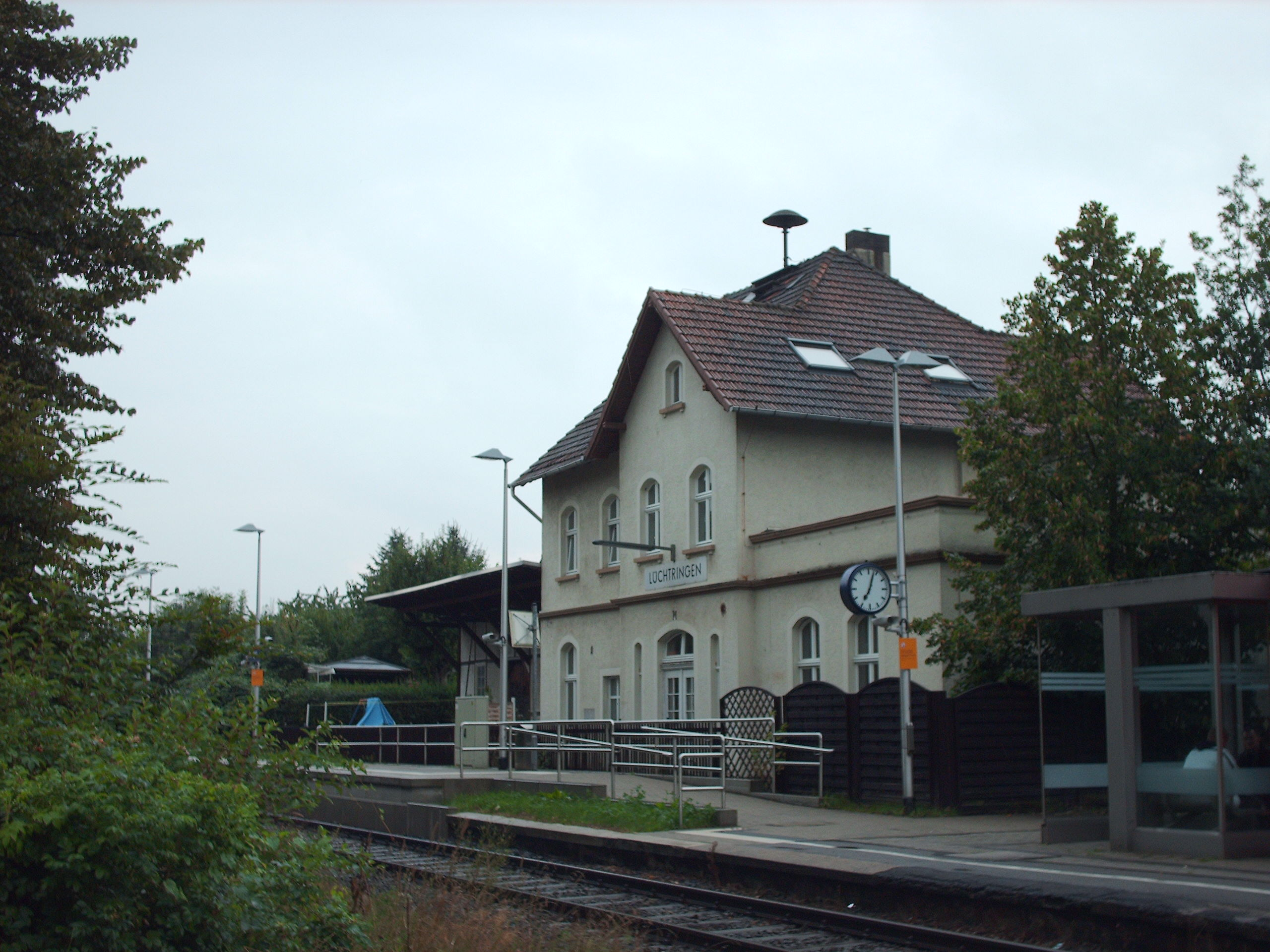
Station Lüchtringen

- Station Höxter-Ottbergen, circa 10 km ten zuiden van Höxter, aan de Spoorlijn Langeland - Holzminden en de Spoorlijn Ottbergen - Northeim.
- Station Holzminden, aan de Spoorlijn Helmstedt - Holzminden en de Spoorlijn Langeland - Holzminden

Aan de Spoorlijn Langeland - Holzminden liggen nog stations en treinhaltes in Godelheim, Höxter Rathaus,  Lüchtringen, alle drie gemeente Höxter,  en Holzminden.
Bijzonder is, dat in deze regio nog tot 1976 door de spoorwegen voor regulier treinverkeer van stoomlocomotieven gebruik gemaakt is.
De Spoorlijn Scherfede - Holzminden (1876-1984), die Holzminden met Boffzen en Beverungen verbond,  is in 2003 ook voor goederenvervoer gesloten, en heeft plaats gemaakt voor een fietspad.
Bij de stations van Höxter-Ottbergen en Holzminden bevinden zich streekbushaltes.

### Luchtvaart

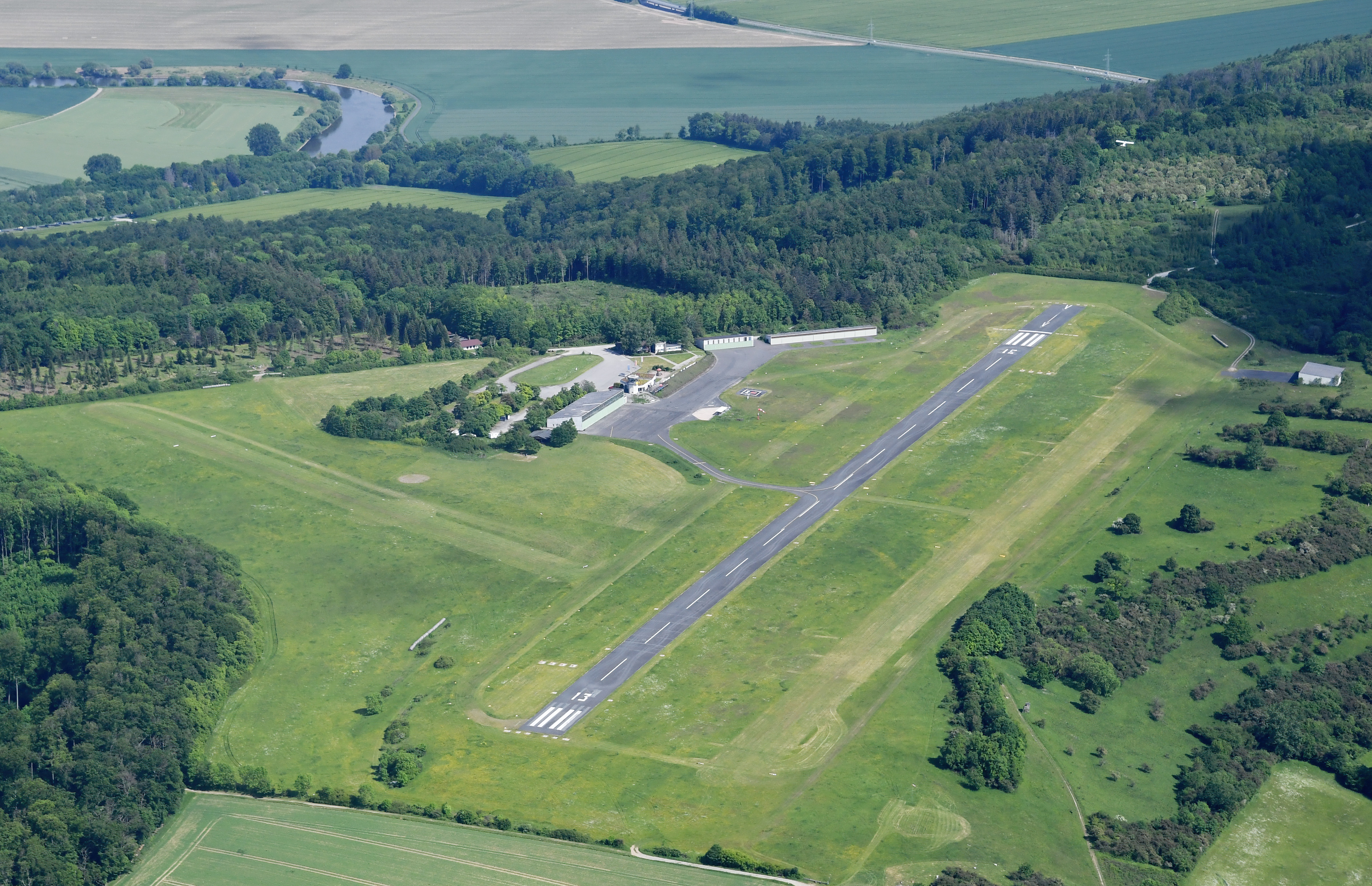
Luchtfoto Flugplatz Höxter-Holzminden

Ongeveer 2½ km ten noorden van Höxter, en 4½ km ten zuidwesten van Holzminden,  ligt op een heuvel bij Brenkhausen een klein vliegveld met de naam Flugplatz Höxter-Holzminden.
Oorspronkelijk was dit een door de nazi-organisatie Nationalsozialistischer Fliegerkorps (NSFK) gebruikt zweefvliegterrein. In 1975 werd dit, o.a. door de inzet van Britse geniesoldaten, die het terrein egaliseerden, tot een modern klein vliegveld uitgebouwd. Tot 1998 was het vliegveld overheidseigendom, van o.a. de gemeenten Höxter en Holzminden.
Het veld heeft een met asfalt gedekte start- en landingsbaan van 814 meter lang en  20 meter breed.
Bij het vliegveld kan men de sport parachutespringen leren.
Vliegtuigen en helikopters tot een gewicht van 5,7 ton mogen er opstijgen en landen.
De ICAO- code van het vliegveld luidt: EDVI.
De geografische coördinaten	zijn:
51° 48′ 38″ noorderbreedte, 9° 22′ 59″ oosterlengte.
Hoogte boven zeeniveau: 285 meter.

## Economie
In de stad staat het hoofdkantoor en één productielocatie van Optibelt, een internationaal concern dat o.a. aandrijfriemen en andere rubber machine- en auto-onderdelen levert. Dit concern heeft filialen in Wommelgem (België) en Hillegom (Nederland).
Het toerisme is vanwege de fraaie omgeving en de culturele bezienswaardigheden van belang voor de stad. Binnen de dienstensector is ook het grote ziekenhuis van de stad van belang voor de werkgelegenheid.
Ook in de omliggende dorpen is er, naast toerisme, sprake van enige industrie. Zo staat er te Albaxen een fabriek van ventilatoren (400 arbeidsplaatsen). Zie ook: Lüchtringen (bouwnijverheid).

## Geschiedenis
Zie ook: Abdij van Corvey.
Historische plaatsnamen van Höxter zijn Hoxer en Huxaria. Höxter werd in 822 door Lodewijk de Vrome aan de Abdij van Corvey geschonken. Höxter lag bij een voorde in de Wezer en op de kruising van twee handelsroutes: de Westfaalse hellweg via Soest (Duitsland) naar Dortmund, en een weg van Kassel naar Bremen, langs de rivier. Ook veel van de tot de gemeente behorende dorpen bestonden, blijkens documenten uit de archieven van Corvey, reeds in de 9e of 10e eeuw. De plaats kreeg in 1250 stadsrechten en is sedert 1295 een Hanzestad. In het midden van de 13e eeuw bestonden er twee aparte nederzettingen: Höxter en Corvey, die beide over een houten brug over de Wezer beschikten. In 1265 ging de heerschappij over Höxter over van het graafschap Pyrmont op het Hertogdom Brandenburg. Met de abt van Corvey, die ook het stadje Corvey regeerde, bestond  een twist, die er nog in 1265 toe leidde, dat die van Höxter het stadje Corvey en zijn brug verwoestten. In 1331 lieten de Corveyer abten nog als militair steunpunt tegen Höxter te Albaxen Kasteel Tonenburg bouwen. Reeds enkele decennia later hadden die van Höxter dit kasteel zelf in handen.
Om Höxter, dat op de grens van katholiek gebied (Prinsbisdom Paderborn) en protestants gebied (o.a. Vorstendom Brunswijk-Wolfenbüttel) lag, en van 1792 tot 1803 ook deel uitgemaakt heeft van een apart prinsbisdom rond de Abdij van Corvey, is o.a. in de Dertigjarige Oorlog zwaar gevochten. In 1634 werd de in 1533 luthers geworden stad door troepen van de Katholieke Liga veroverd. Daarbij vielen in en om de stad 1.500 doden. De stad werd weer katholiek gemaakt. O.a. de Sint-Nicolaaskerk, die in 1533 protestants geworden was, werd in 1663 weer voor de katholieke eredienst in gebruik genomen. Daarna volgden in de stad twee eeuwen van economische teruggang en armoede. Van 1803 tot 1806 was koning Willem I der Nederlanden in zijn tijdelijke hoedanigheid van vorst van Fulda en Corvey korte tijd de machthebber over de regio. Na de val van Napoleon Bonaparte kwamen Höxter en omgeving in het Koninkrijk Pruisen en vanaf 1871 in het Duitse keizerrijk te liggen.
In 1865 werd een grote bierbrouwerij in de stad opgericht, die tot 1970 bestond. Nog in 1865 verkreeg Höxter aansluiting op het spoorwegnet, en begon de periode van industrialisatie. Van 1895 tot 2011 bestond te Albaxen een belangrijke baksteenfabriek.
In april 1945, aan het eind van de Tweede Wereldoorlog,  is de stad door o.a. de burgemeester juist op tijd overgegeven aan de geallieerde troepen. Dezen meenden, dat de stad door veel goed bewapende Duitse militairen verdedigd was, en stonden op 7 april op het punt, Höxter vanuit gevechtsvliegtuigen te bombarderen. De overgave leidde tot het intrekken van dit bevel en het gespaard blijven van de historische binnenstad. Kort tevoren was nog een Höxteraner kroegbaas, die een groep in zijn café drinkende Wehrmachtsoldaten had aangespoord, te capituleren, om die reden (aanzetten tot lafheid) gefusilleerd.
In het verleden hebben troepen in NAVO-verband uit België steunpunten in de gemeente gehad. Deze steunpunten betroffen vanuit de kazerne te Brakel (Duitsland) aangestuurde luchtafweerbatterijen. De Belgen zijn gestationeerd geweest te Bosseborn (1963-1993).
Het historische gemeentehuis en verscheidene andere historische gebouwen werden op 19 september 2005 door een explosie zwaar beschadigd. Dit betrof een door een verwarde man gepleegde zelfmoordaanslag, die naast de dader nog aan twee andere mensen het leven kostte. De schade was pas een jaar later geheel hersteld.
In 2016 kwam het bij de stad behorende dorp Bosseborn in geheel Duitsland in de publiciteit: een man en een vrouw lokten via contactadvertenties vrouwen naar hun boerderij in dit dorp, waar de vrouwen vastgehouden, gemarteld en in twee bewezen gevallen gedood werden. De twee daders werden gearresteerd en tot langdurige gevangenisstraffen en de Duitse versie van TBS veroordeeld.

## Bezienswaardigheden

Situering Abdij Corvey

- Op anderhalve kilometer ten oosten van de stad, daarmee verbonden door een statige, rechte laan,  ligt de Abdij van Corvey met onder meer een kloosterkerk, crypte, slot en bibliotheek. Een gedeelte van het gebouwencomplex kan bezichtigd worden. De Abdij van Corvey is sedert 2014 UNESCO - wereldcultuurerfgoed. Direct ten westen van de abdij staat het voormalige, eind 18e eeuw gebouwde hotel Dreizehnlindenhaus (sedert 2011 wachtend op geldmiddelen voor restauratie)[5]
- Höxter heeft een historisch centrum met nog grotendeels middeleeuwse structuur. Onder de vele vakwerkhuizen zijn er enkele in de stijl van de Wezerrenaissance.
- Van de andere monumentale kerkgebouwen in de gemeente Höxter zijn de romaanse St. Kiliaanskerk (westwerk uit 1075) en de gotische Mariakerk in de stad Höxter cultuurhistorisch het belangrijkst.
- De stad ligt te midden van fraaie, beboste heuvels (het Eggegebergte). Aan de overkant van de Wezer ligt het Wezergebergte. Beide gebieden worden tot het Wezerbergland gerekend, en zijn geschikt voor  wandel-, fiets- en mountainbiketochten.
- Vanuit Höxter zijn toeristische rondvaarten over de Wezer mogelijk.
- Het oude kasteel Tonenburg bij Albaxen is in gebruik als horecagelegenheid voor motorrijders (Biker-Treff). Er vinden rondom dit kasteel regelmatig rock- en andersoortige popconcerten plaats.
- De adellijke familie Wolff-Metternich zur Gracht bezit en bewoont te Bruchhausen twee markante gebouwen, waarvan het ene als Schloss en het andere als Herrenhaus wordt aangeduid. Zij bezit ook landgoed Maygadessen bij Godelheim. Al deze monumentale gebouwen zijn niet voor publiek toegankelijk.
- Het klooster te Brenkhausen dateert van 1245. De huidige gebouwen dateren van na de verwoesting tijdens de Dertigjarige Oorlog in 1630  en het daaropvolgende herstel. Het was vanaf zijn stichting tot aan de opheffing ervan in 1803 een nonnenklooster van de cisterciënzers. In de 21e eeuw is het weer een (monniken-)klooster geworden van de Koptisch-Orthodoxe Kerk. In het complex is een bescheiden ruimte voor het publiek toegankelijk als bijbelmuseum. De vroeger tot het complex behorende kloosterkerk is de Johannes-de-Doperkerk van het dorp, die als gewone rooms-katholieke parochiekerk dienst doet. Het interieur van deze kerk is bezienswaardig.
- Museum Forum Jacob Pins im Adelshof Heisterman von Ziehlberg: nagelaten kunstcollectie van Jacob Pins (zie hieronder); herinneringen aan de Joodse gemeenschap van Höxter, die tot aan de in 1938 begonnen Holocaust bestond

## Geboren
- Hans Hermann Theodor Schmidt (* 25 december 1899 in Höxter; † 7 juni 1951 in Landsberg am Lech (door de geallieerden geëxecuteerd); begraven[6] te Höxter), nazioorlogsmisdadiger,  SS-Hauptsturmführer, adjudant van de commandant van concentratiekamp Buchenwald.
- Jacob Pins (Hebreeuws: יעקב פינס, bij zijn geboorte geheten: Otto Pins (* 17 januari 1917 te Höxter; † 4 december 2005 te Jeruzalem, Israël) Duits-Israëlisch schilder, houtsnijder, graficus en verzamelaar van kunst uit vooral Japan, was in tegenstelling tot zijn ouders ontsnapt aan de Holocaust door naar Israël te emigreren; hij was professor aan de kunstacademie Bezalel Academy of Arts and Design te Jeruzalem; herstelde de band met zijn geboortestad, maakte daar veel vrienden, en deed veel voor de herinnering aan het Joodse leven aldaar voor de oorlog; liet een groot deel van zijn collectie in 2002 aan Höxter na; ereburger van zowel Jeruzalem als Höxter.
- Lothar Lammers (1926-2012), bedenker van het lottospel
- Wolfgang Beltracchi (4 februari 1951), meestervervalser
- Thomas von Heesen (1 oktober 1961 te Albaxen), voetballer en trainer
- Felix Platte (11 februari 1996), voetballer

## Afbeeldingen

### Religieuze gebouwen[7]

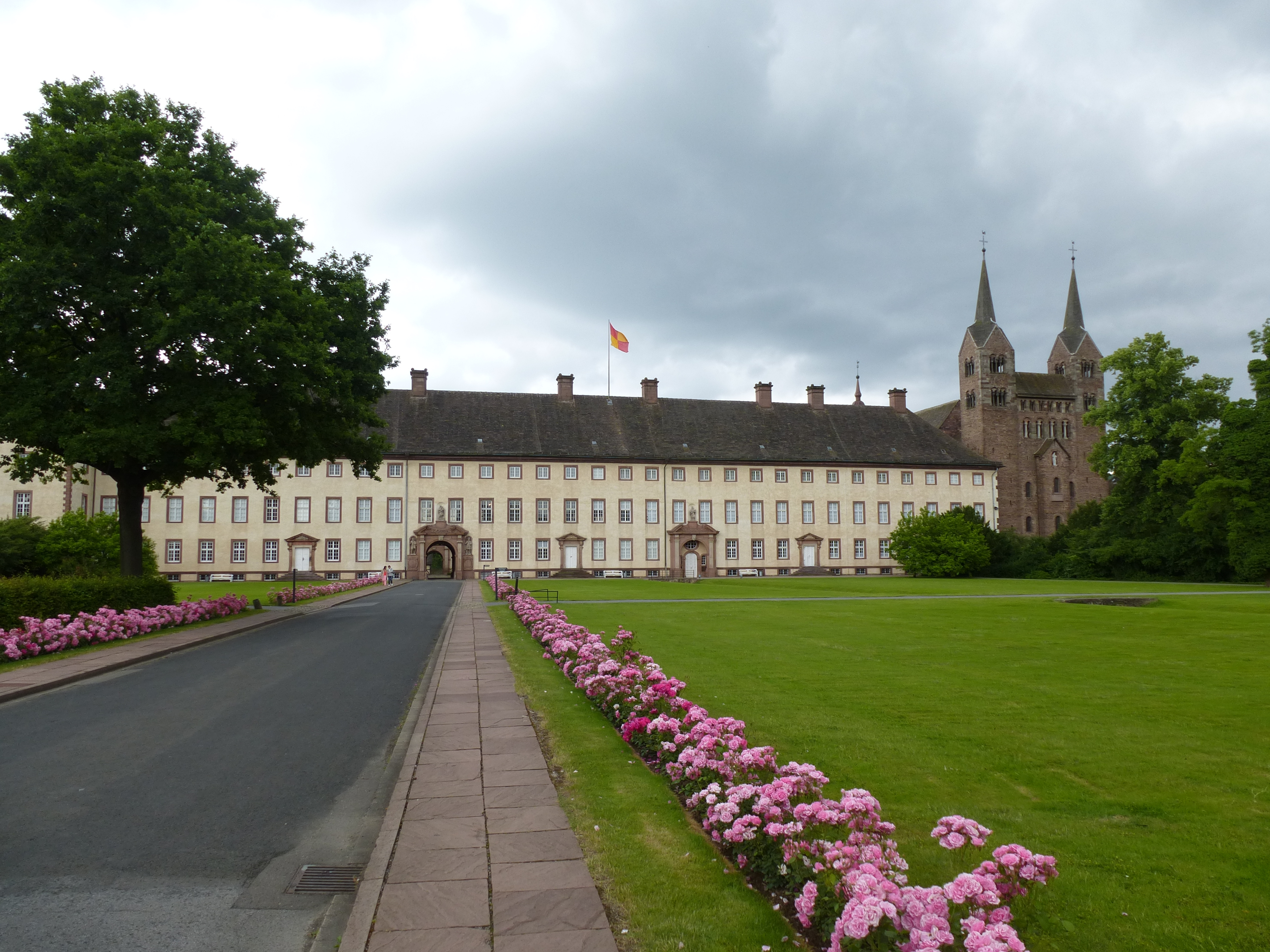
Abdij van Corvey
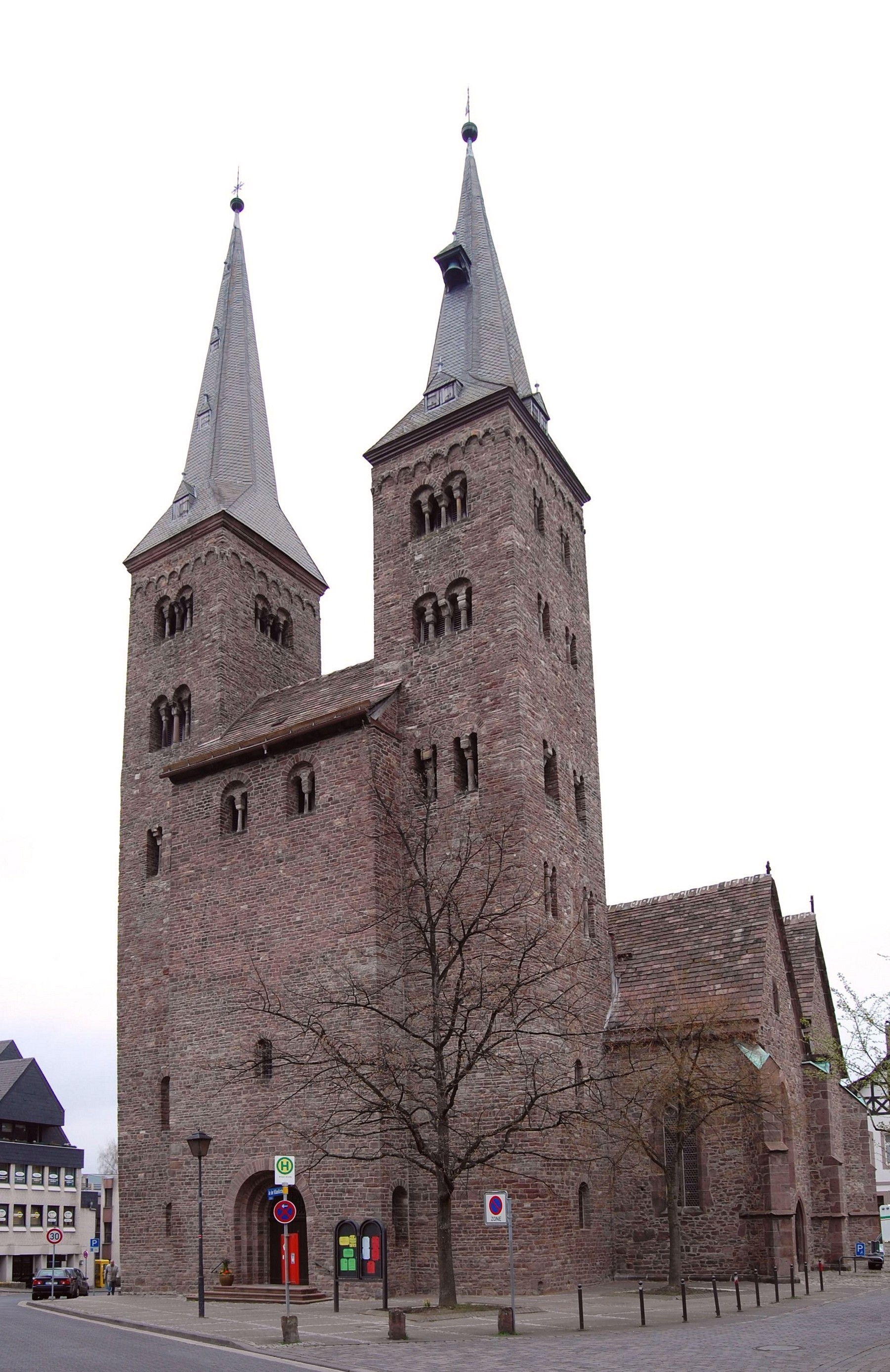
Höxter, evang.-lutherse St.-Kiliaanskerk
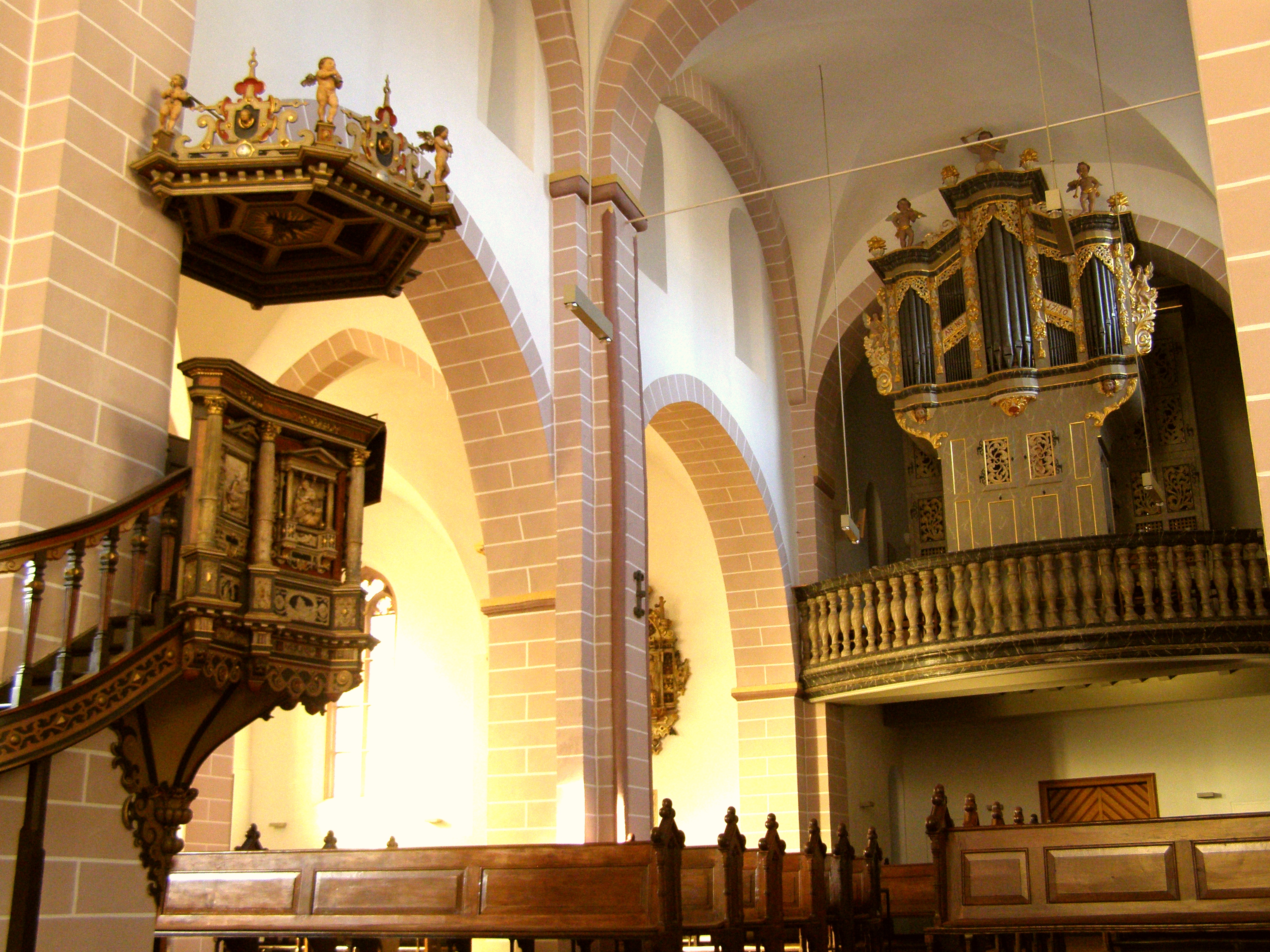
Kansel en orgel (1710) in deze kerk
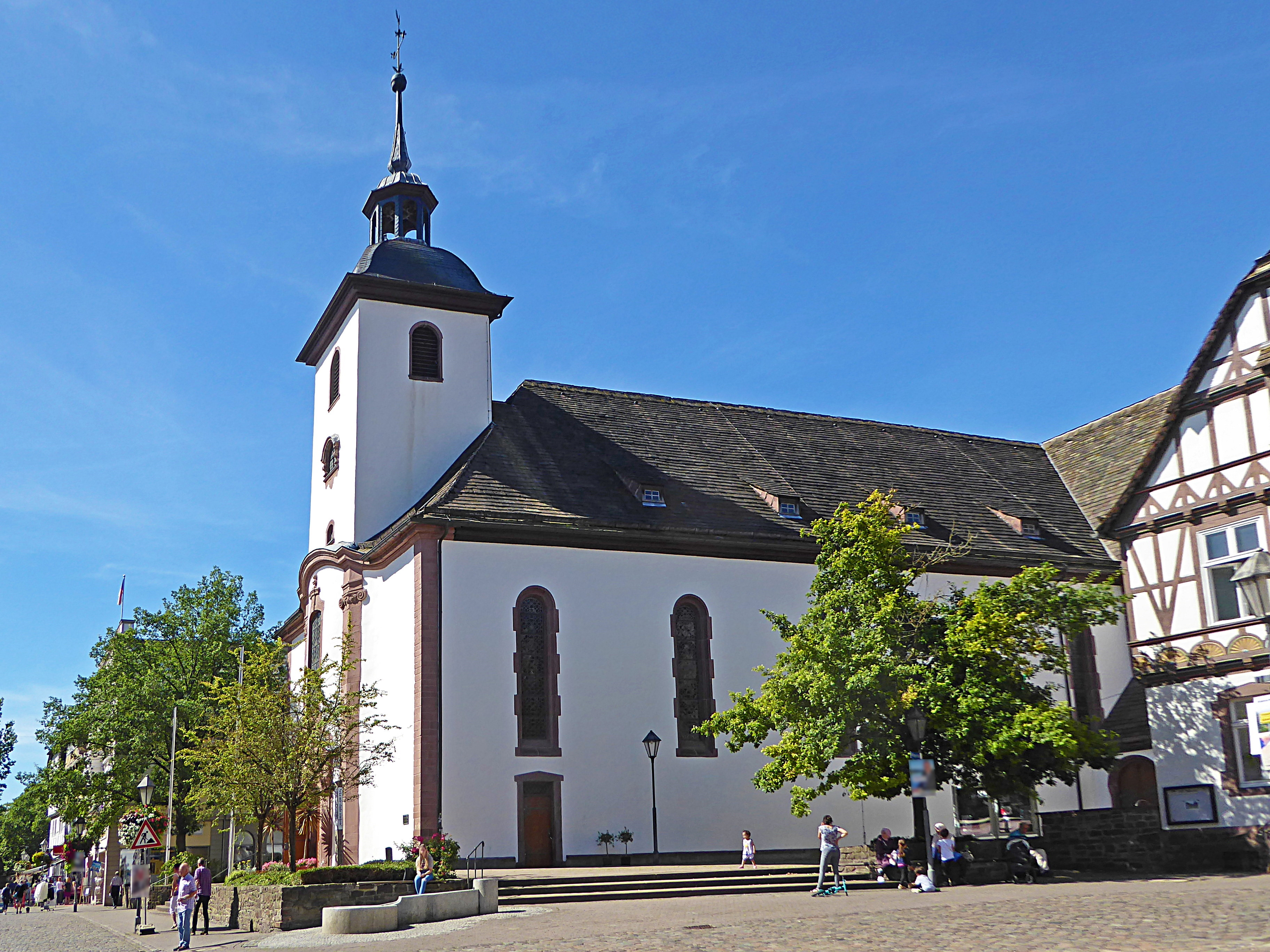
Höxter, St.-Nicolaaskerk (herbouwd in 1770)
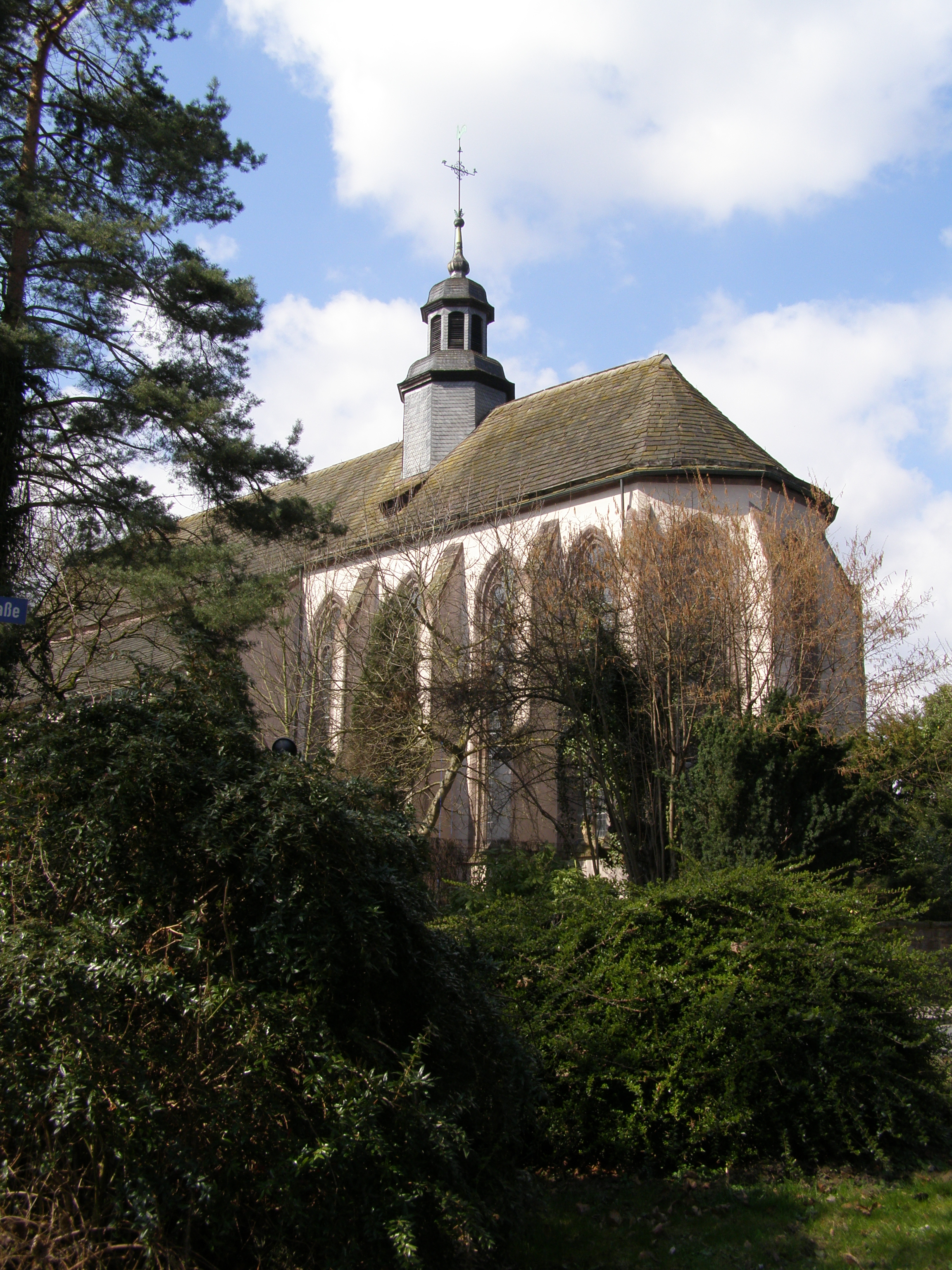
Evang.-lutherse Mariakerk, Höxter (plm. 1300)
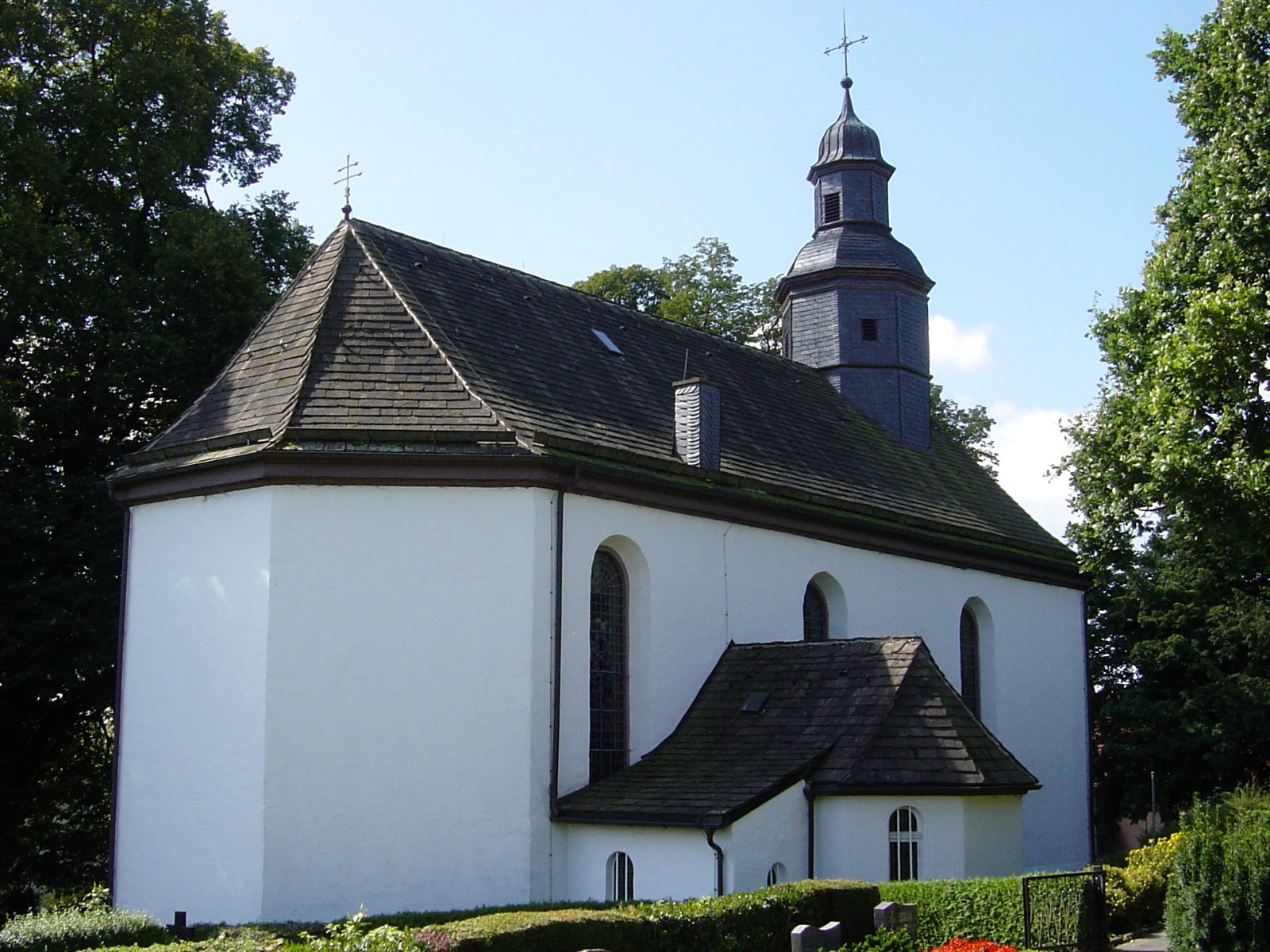
Kerkje Maria Hemelvaart te Bosseborn (1720)
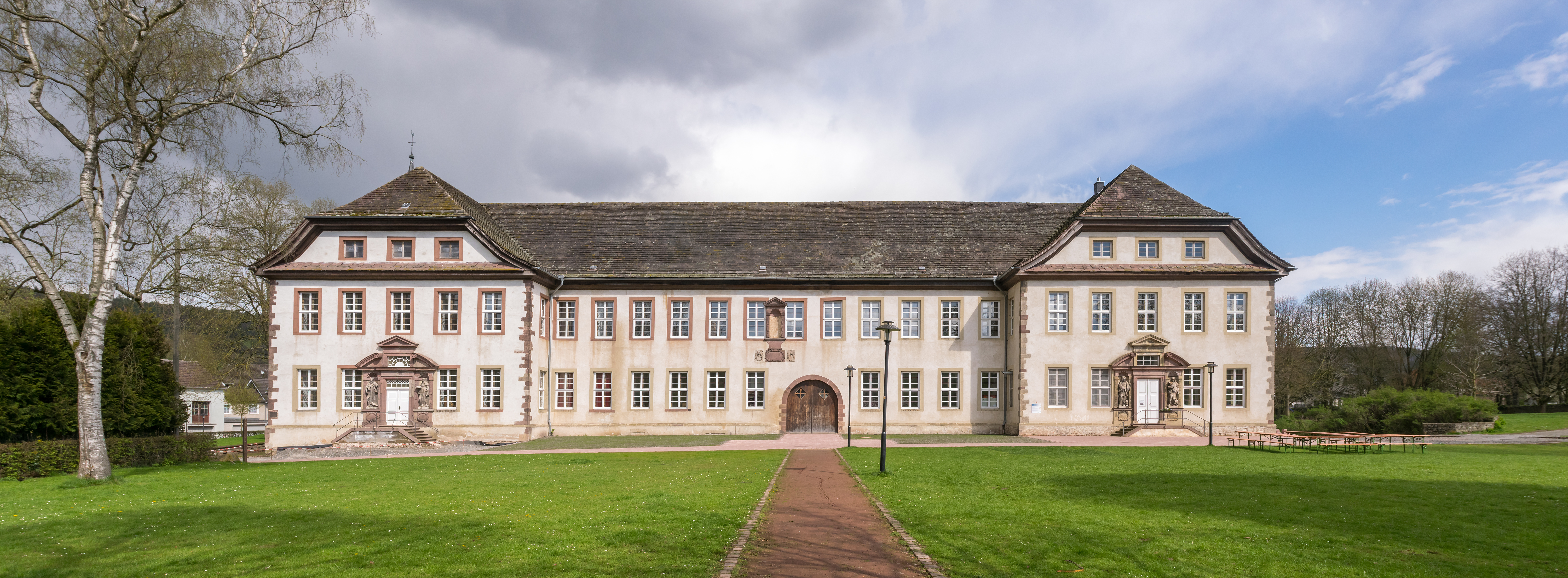
Klooster Brenkhausen
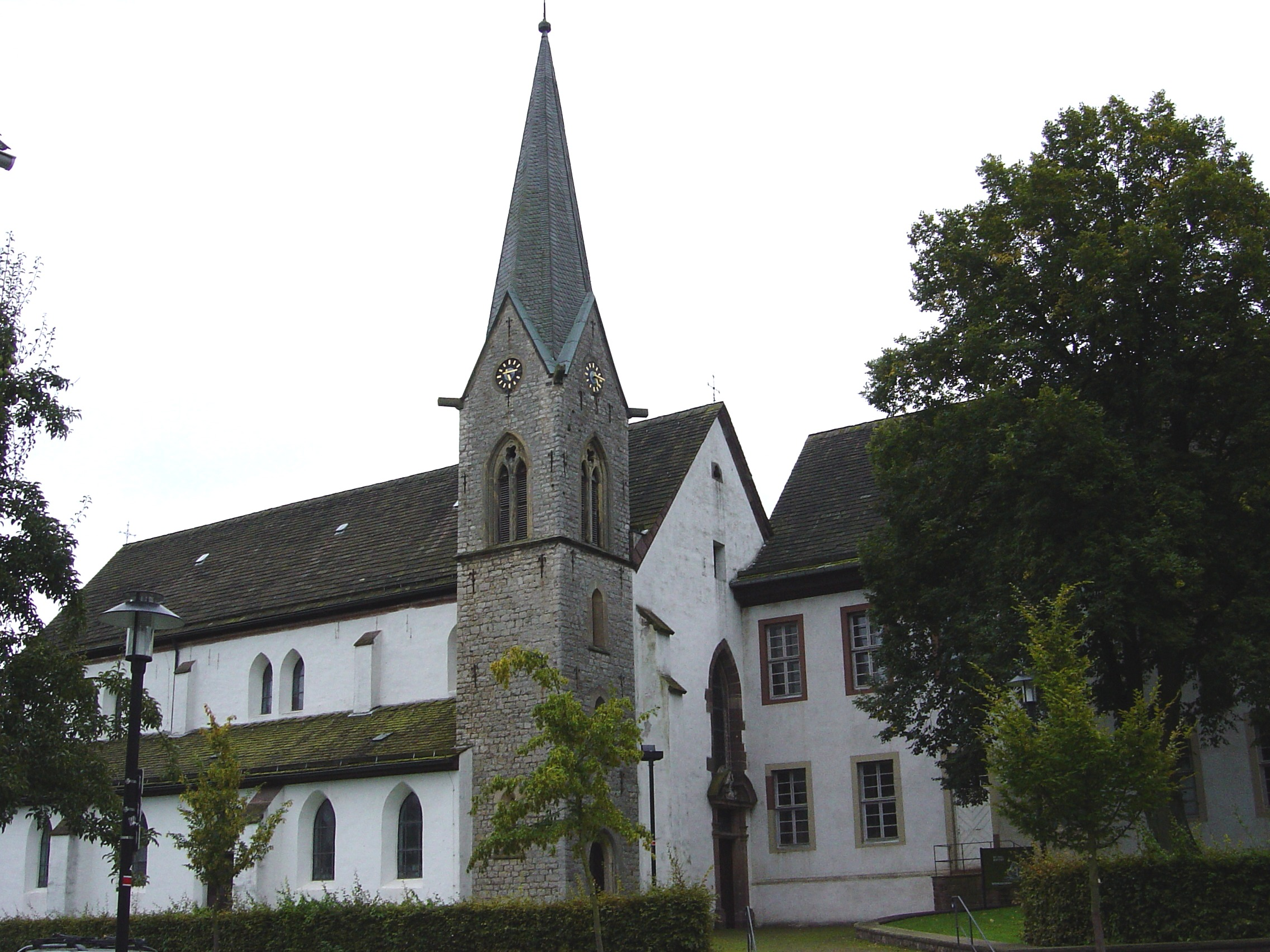
Johannes-de-Doperkerk, Brenkhausen
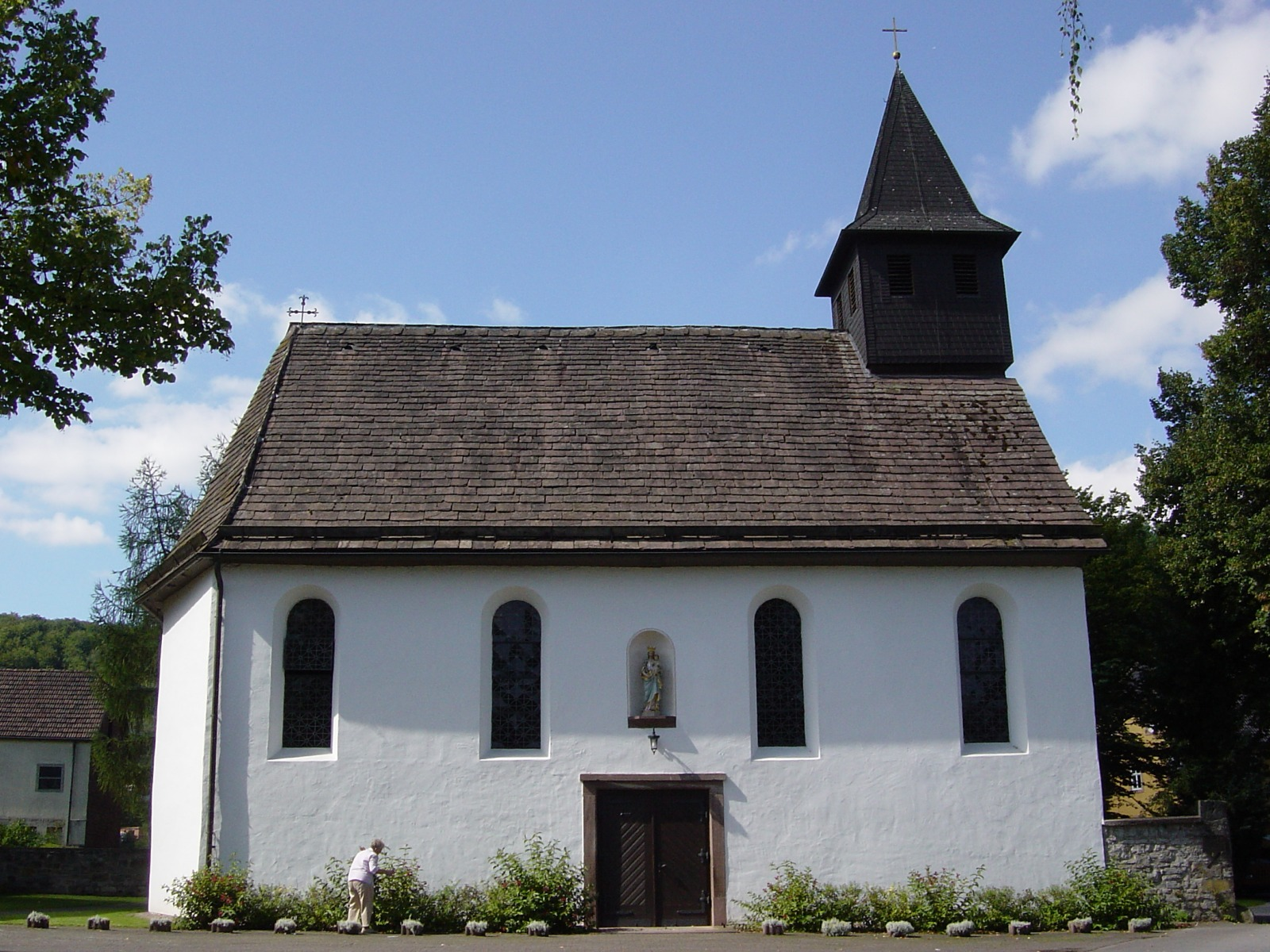
Mariakerk, Bruchhausen (1699)
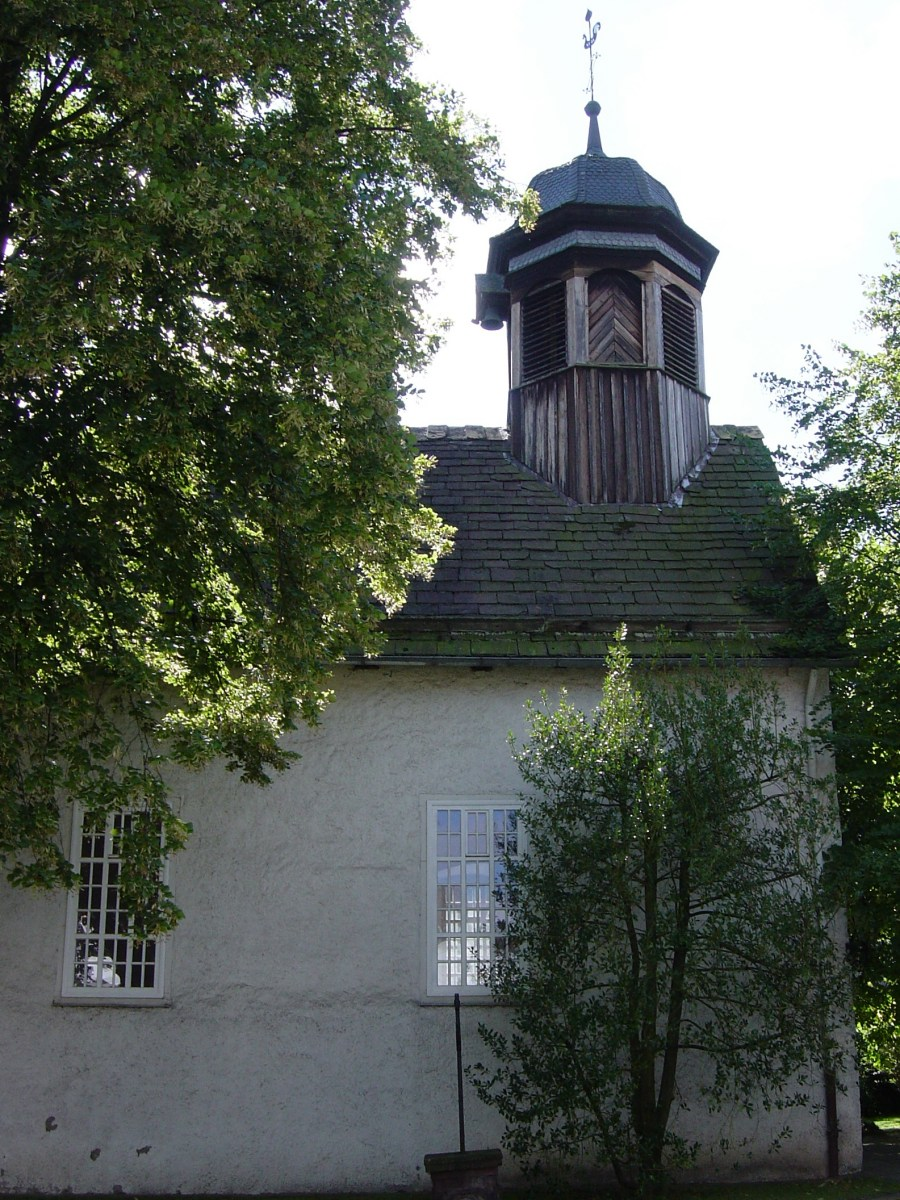
Evangelisch-lutherse kerk, Bruchhausen (1432)
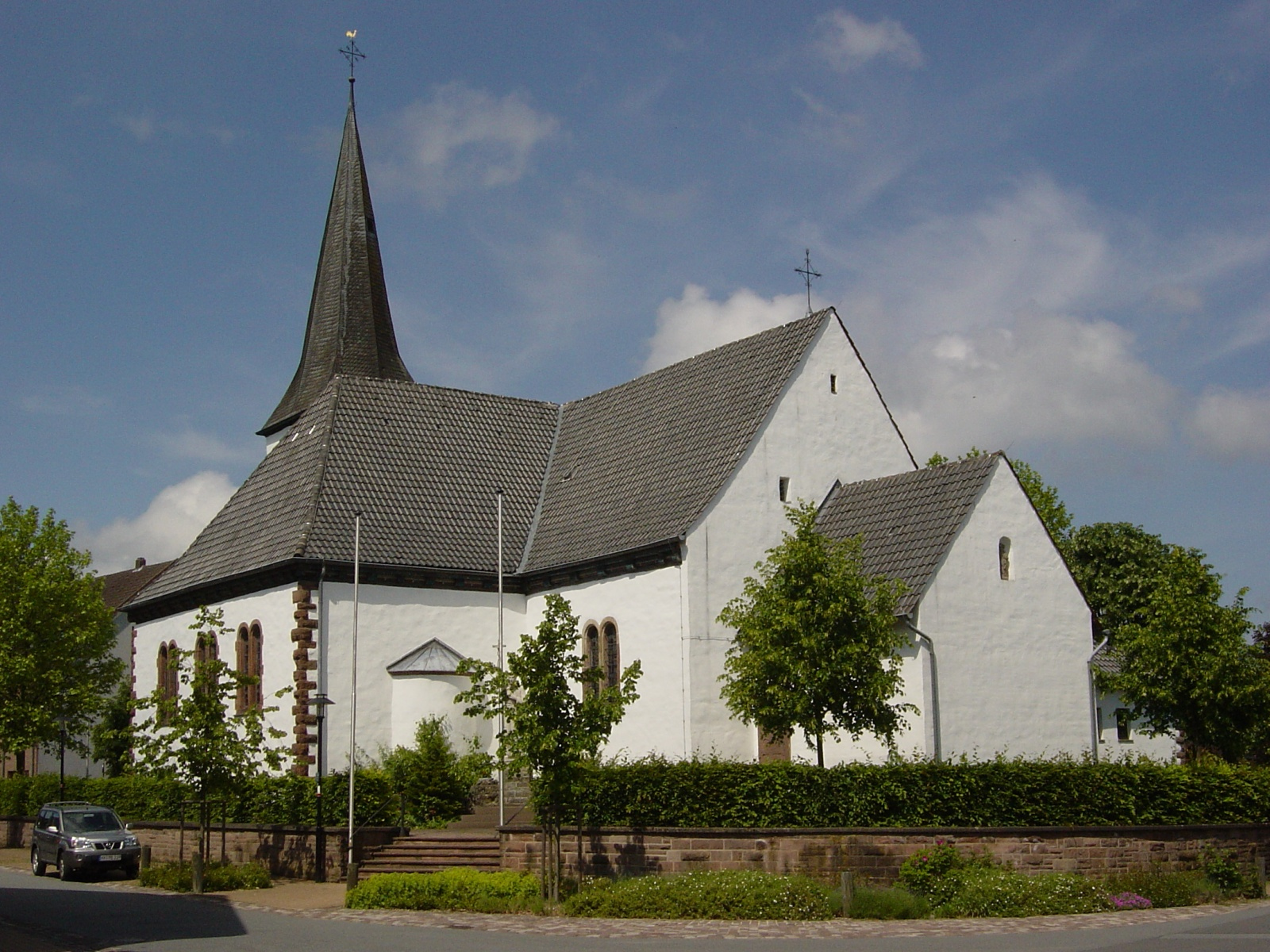
St.-Annakerk, Fürstenau (Höxter)  (bouwjaar ged. 1519, ged. 1925)
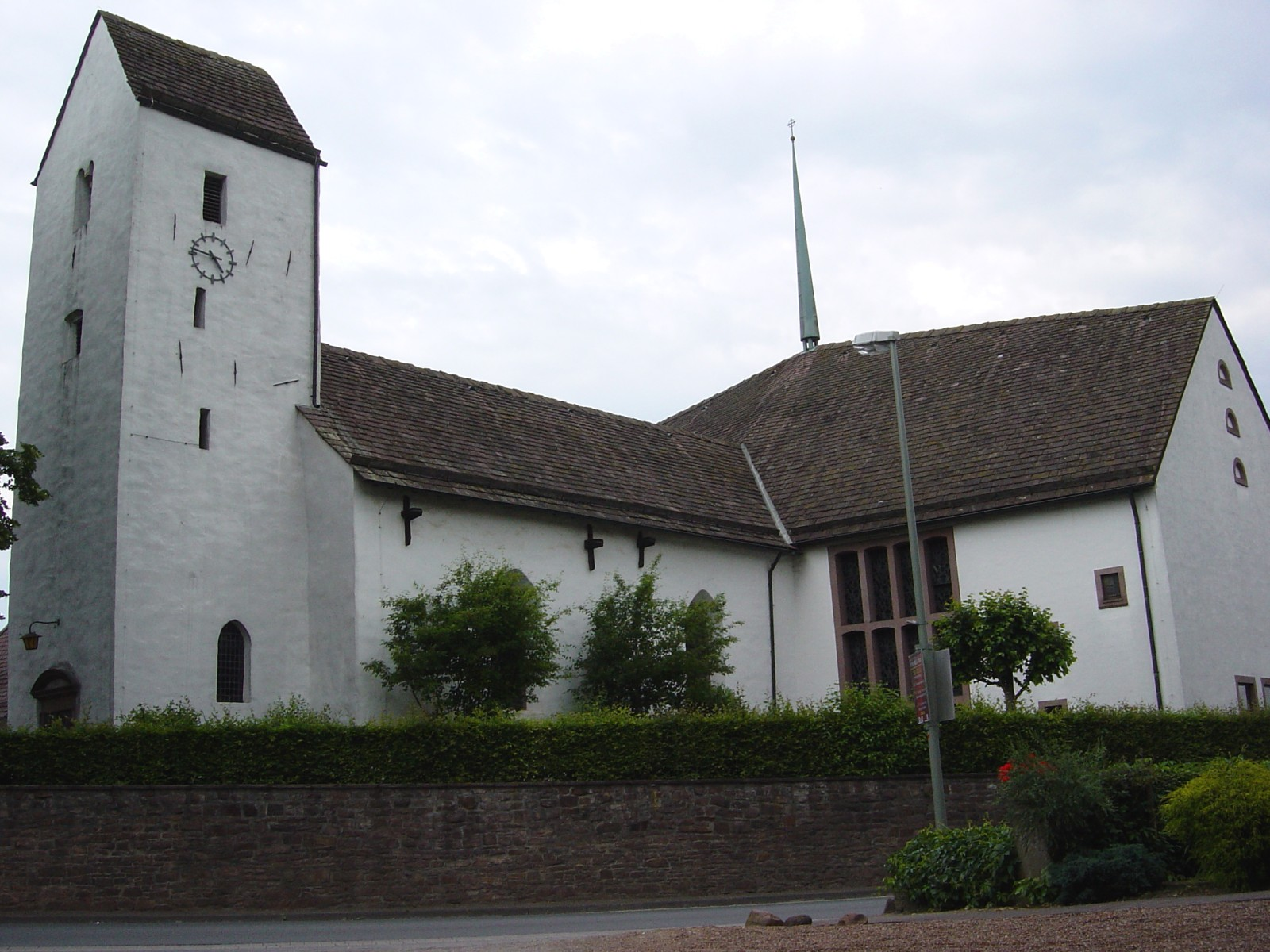
Johannes-de-Doperkerk, Godelheim; deels 11e-eeuws, deels na instorting in 1963 herbouwd

### Overige gebouwen in het centrum van de stad Höxter

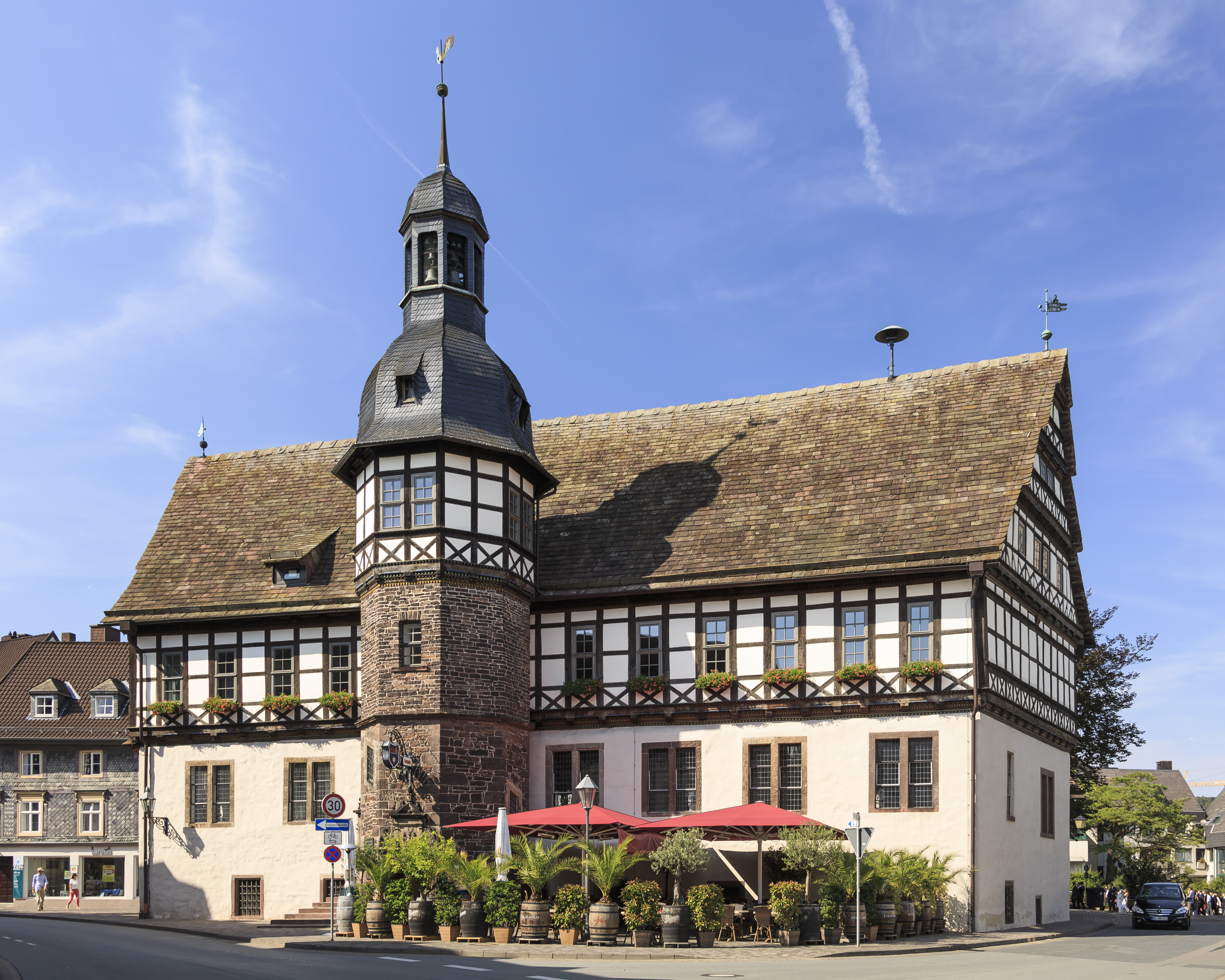
Oude gemeentehuis (13e eeuw; 1622-23 uitgebreid)
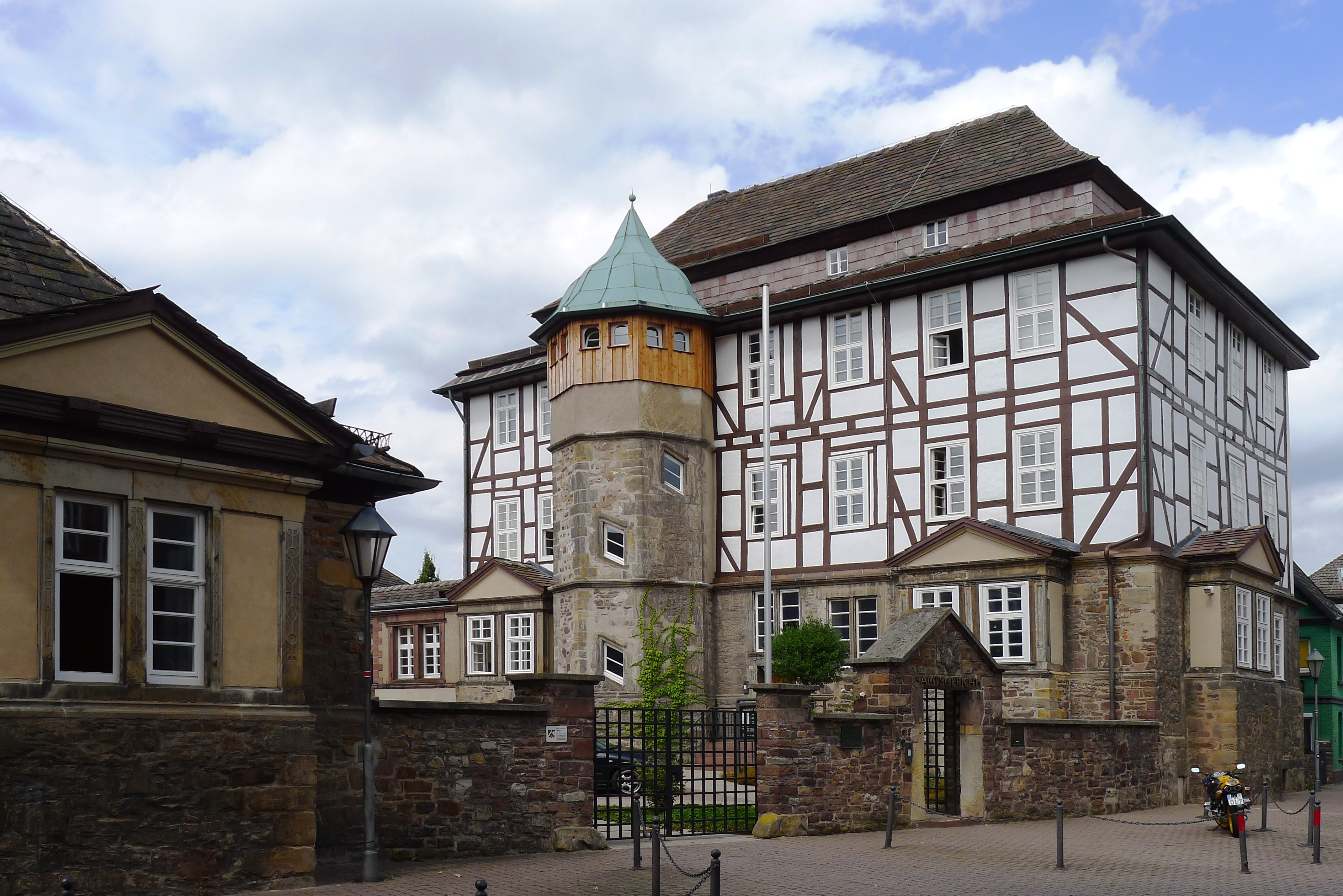
Gerechtsgebouw (17e eeuw)
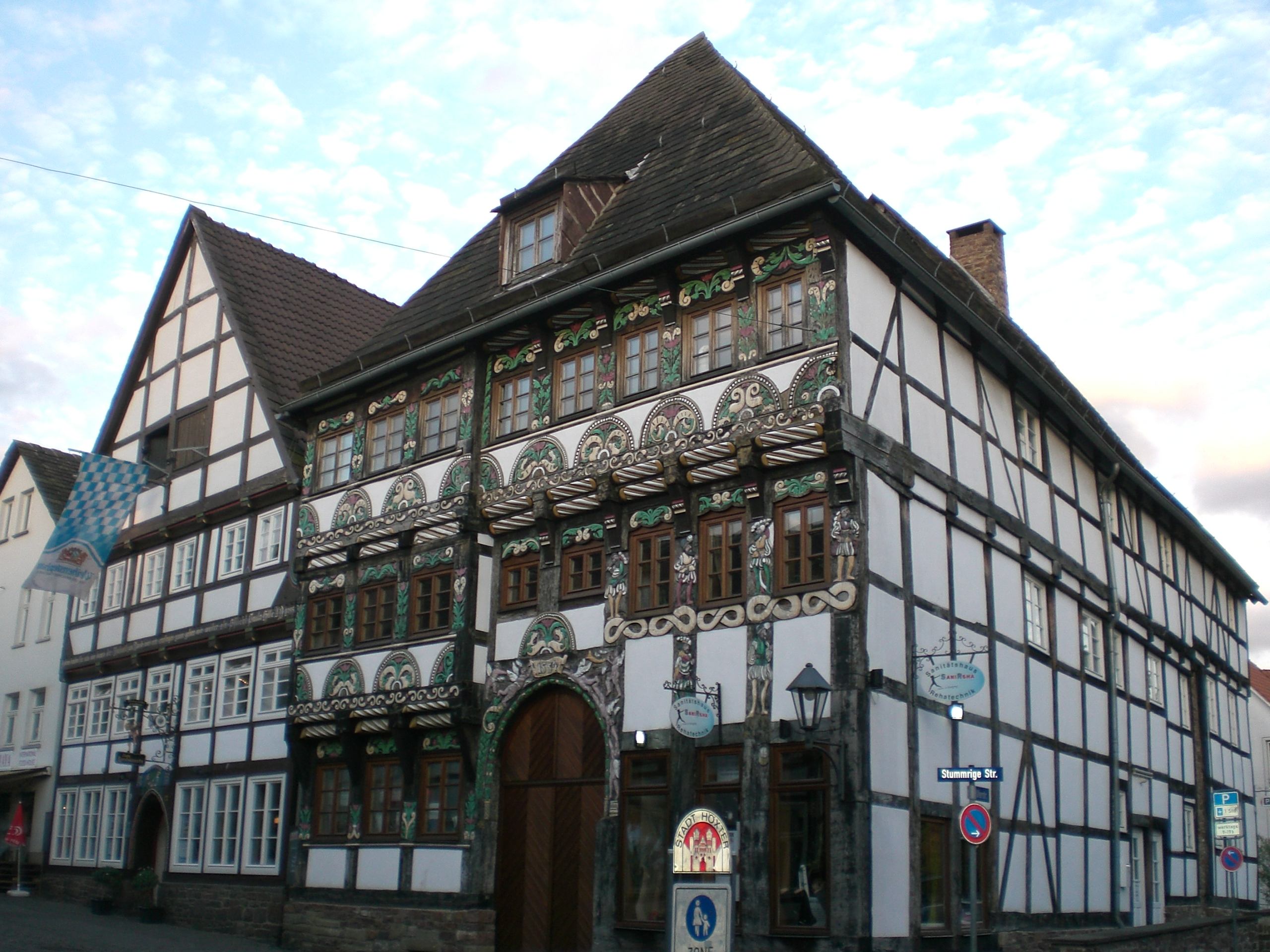
Haus Horstkotte (1554)
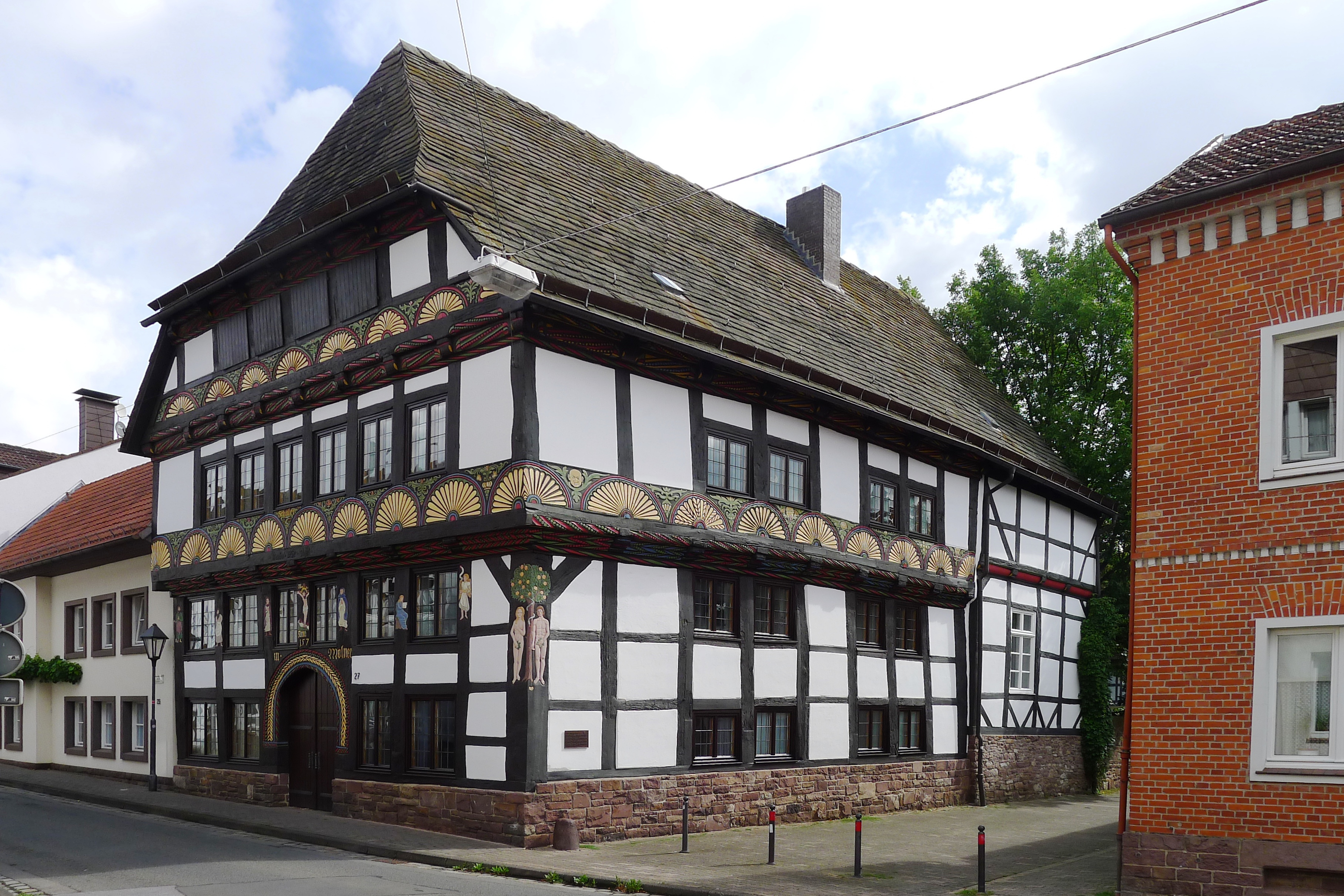
Adam- en Eva-Haus (1571)
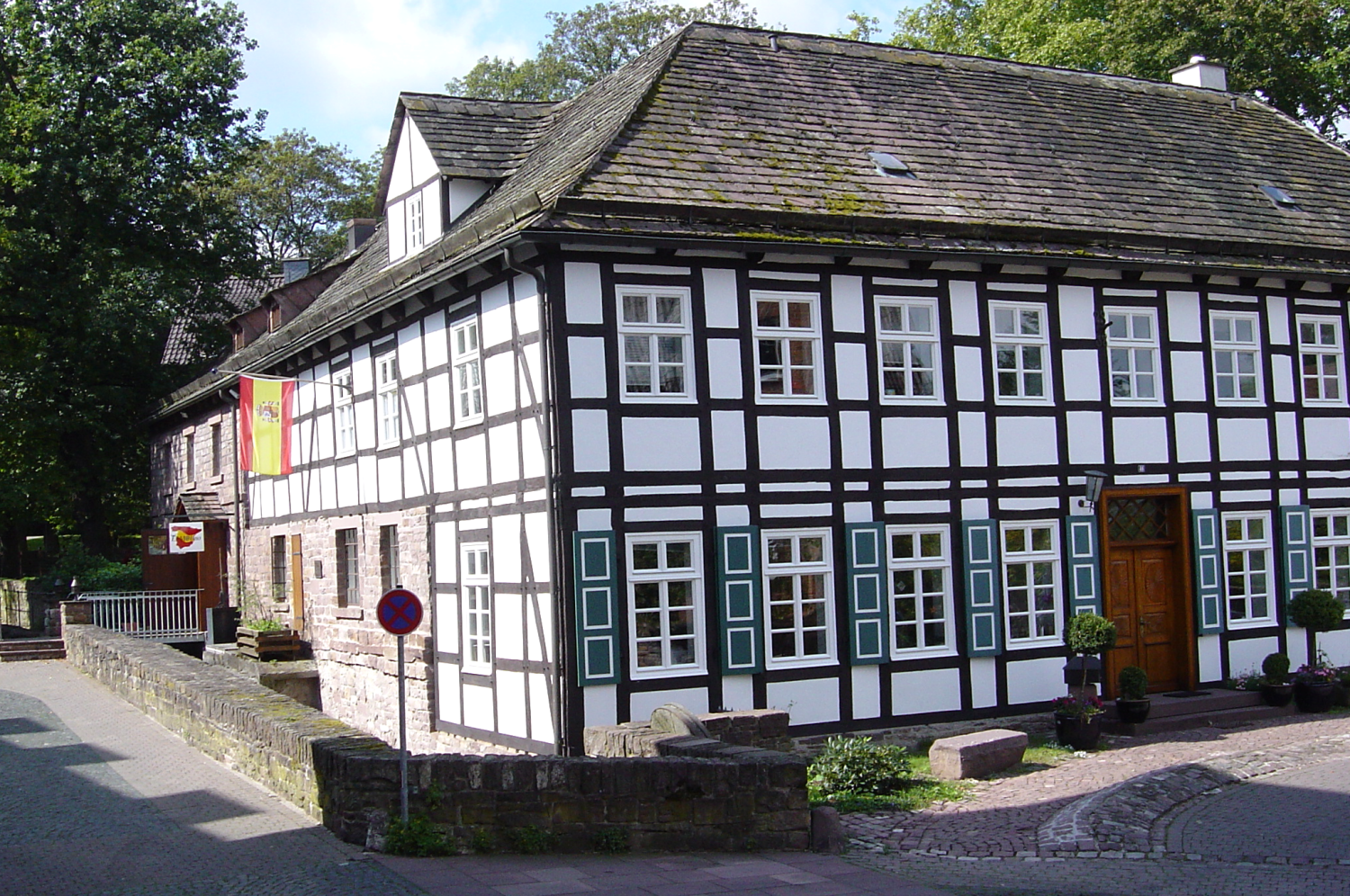
Voormalige watermolen Obermühle van Klooster Corvey
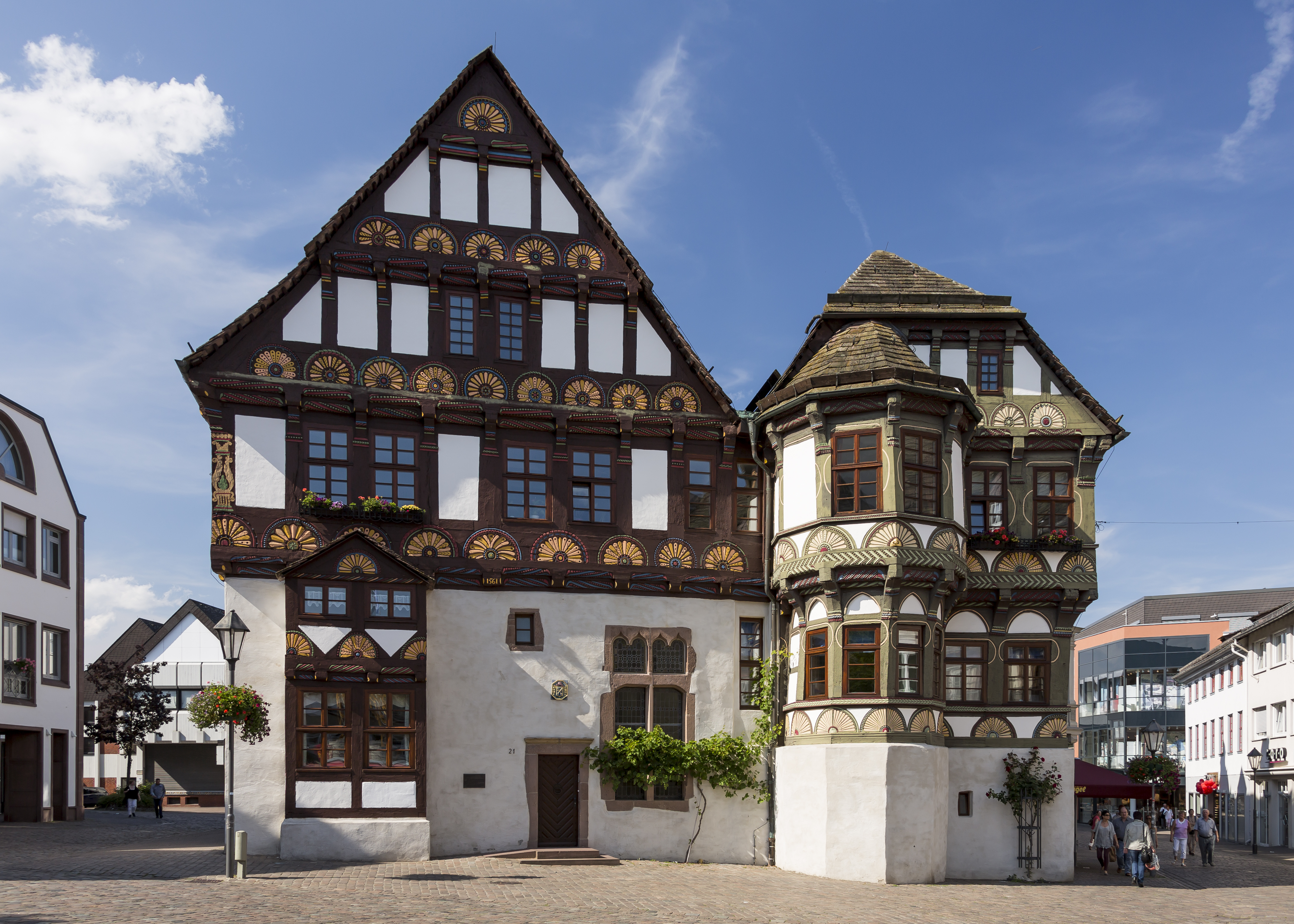
Höxter, Amelunxenscher Hof (1577; pastorie van de St. Nicolaaskerk)
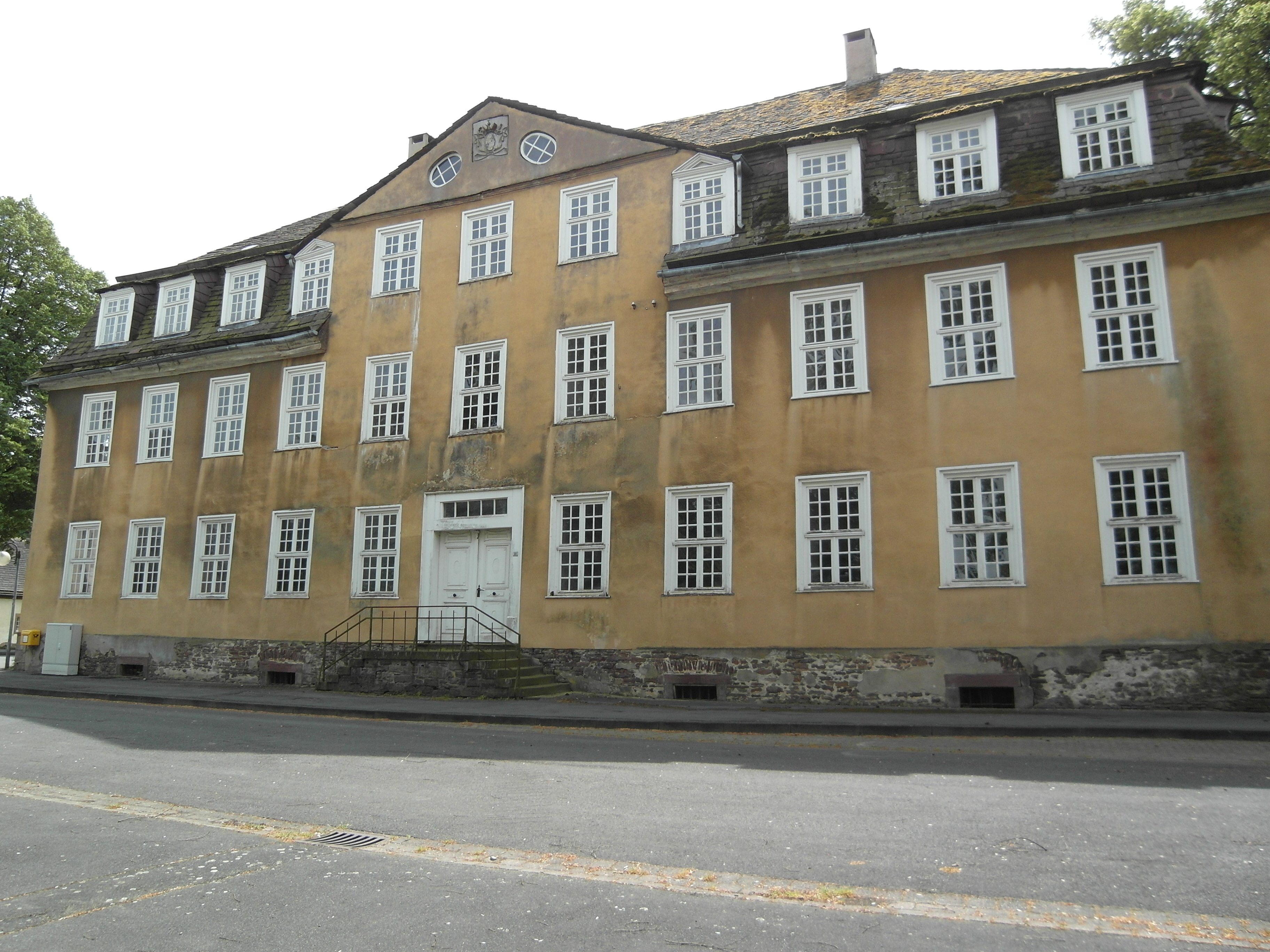
Dreizehnlindenhaus bij de Abdij van Corvey

### Overige

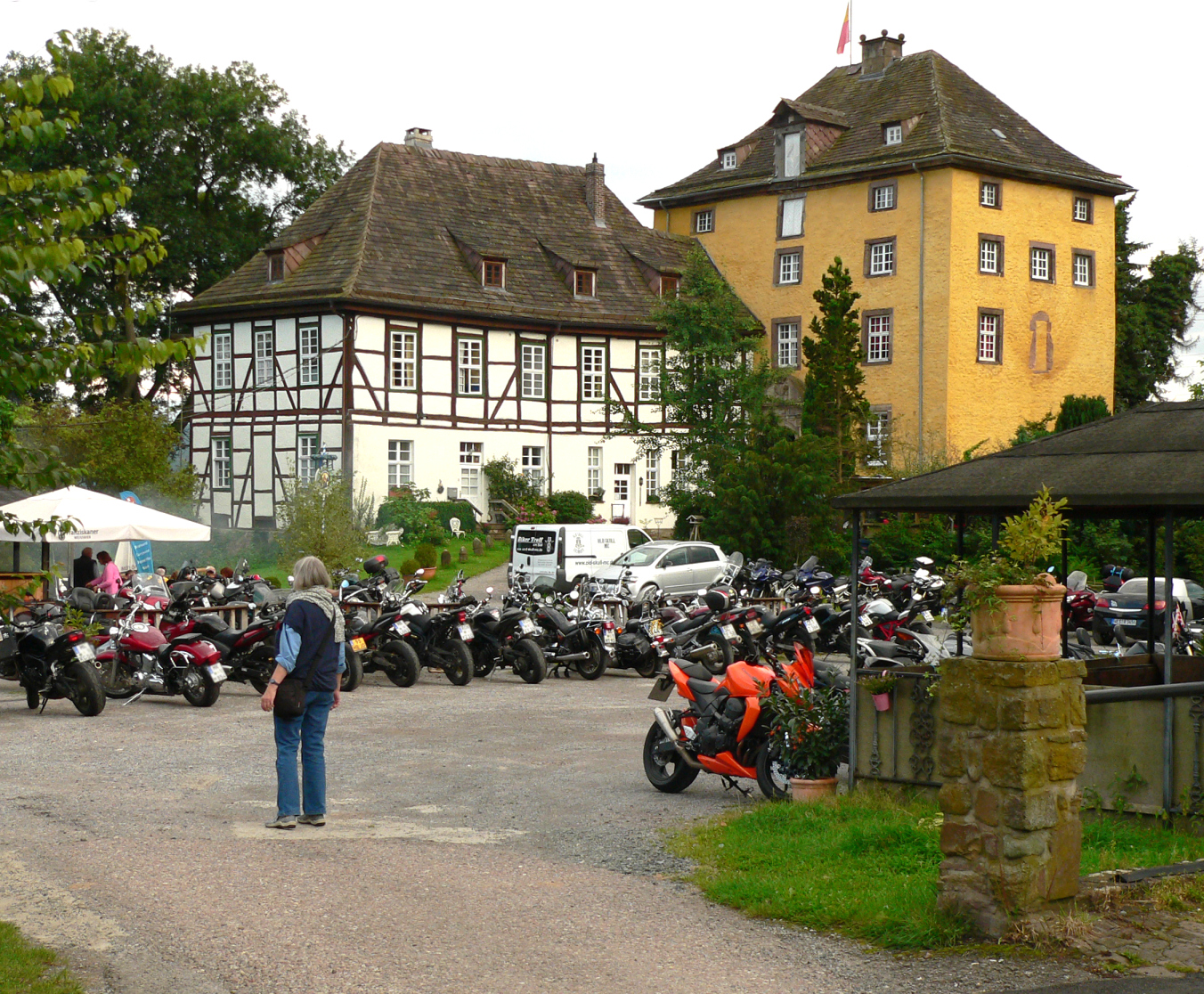
Kasteel Tonenburg bij Albaxen
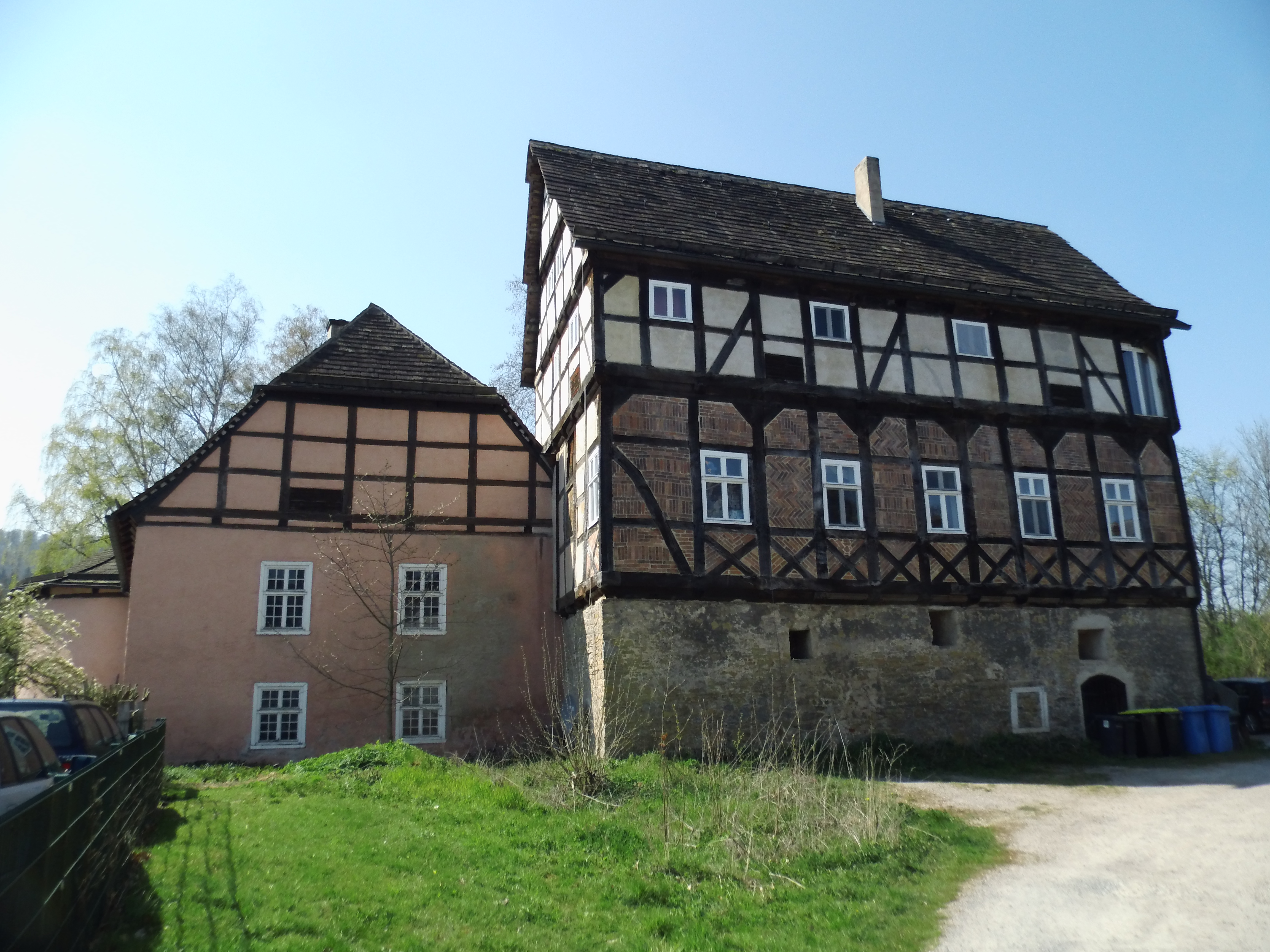
Schloss Bruchhausen
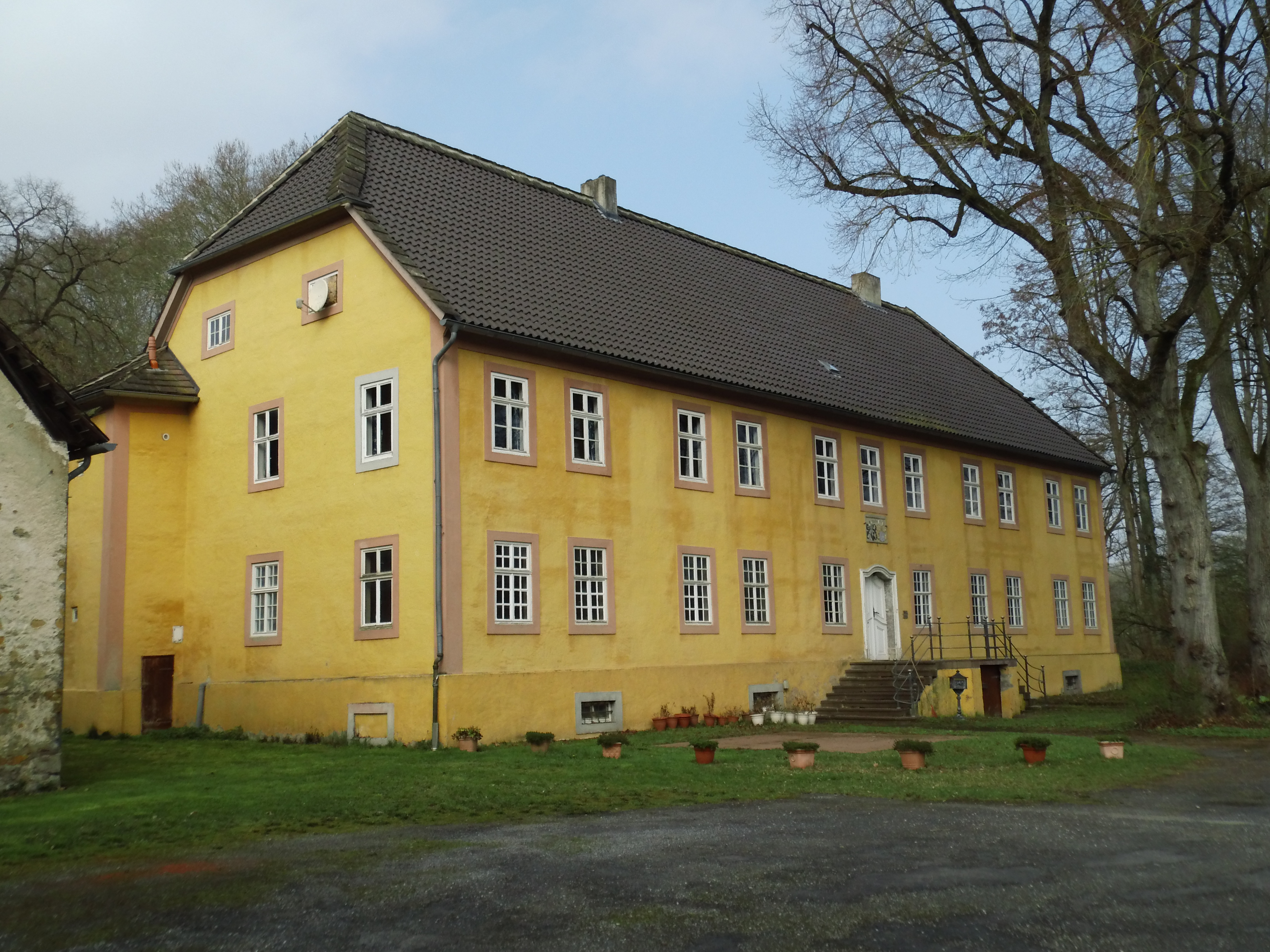
Herrenhaus Bruchhausen
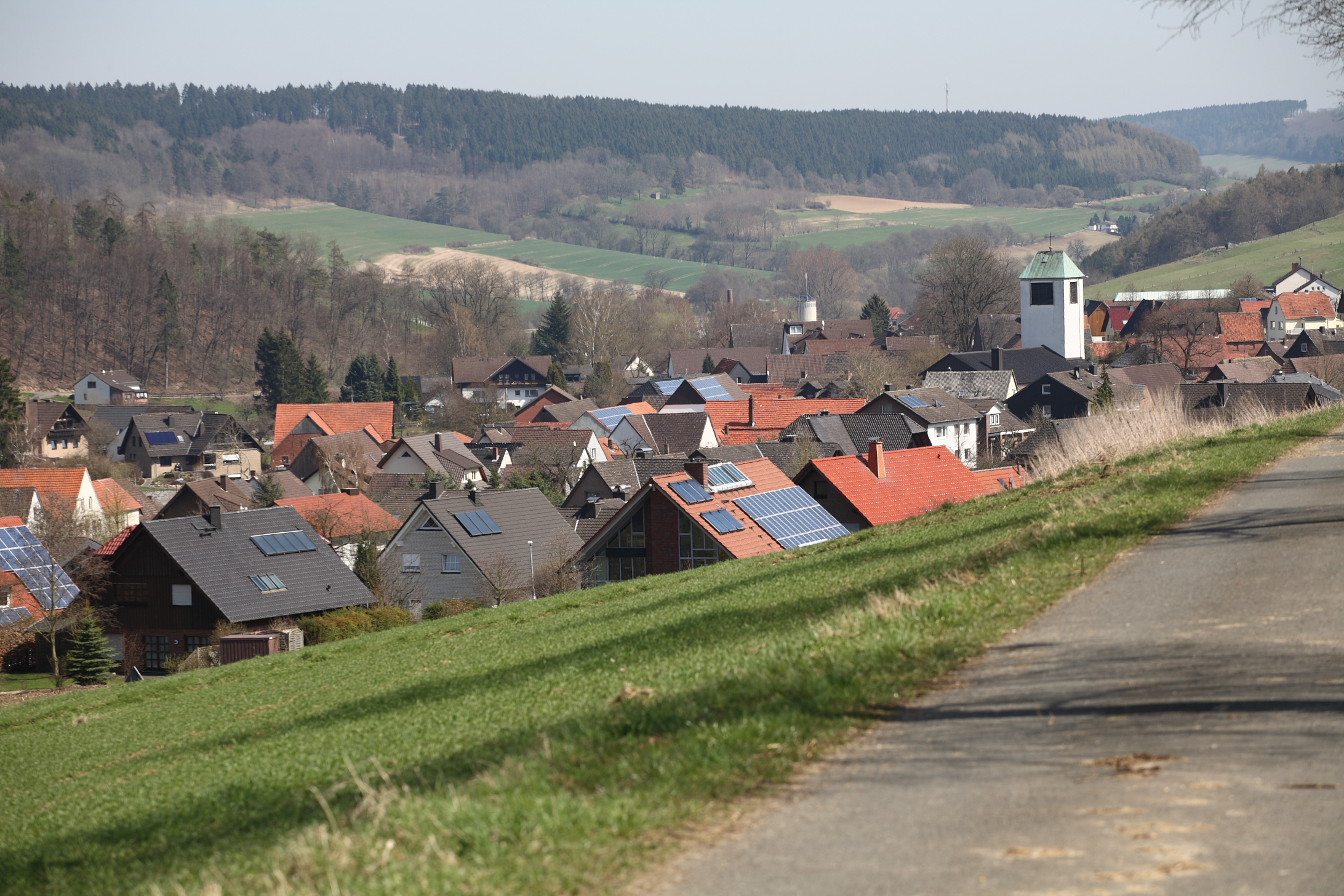
Gezicht op het schilderachtig gelegen dorp Ovenhausen ten westen van de stad